# Yibuti
Yibuti (en francés, Djibouti; en árabe, جيبوتي, Ŷībūtī, [ʤiːbuːtiː]), oficialmente denominado República de Yibuti, es un país ubicado en el Cuerno de África. Tiene 23.200 km² y comparte fronteras con Eritrea por el norte, con Etiopía por el oeste y el sur, y con Somalia por el sureste. Asimismo, tiene sus costas bañadas por el mar Rojo y el golfo de Adén.
En la Edad Antigua el territorio de Yibuti era parte de Punt y en la Edad Media la zona fue cuna de los sultanatos de Adel e Ifat. A finales del siglo XIX se creó la colonia de la Somalia francesa como resultado de la firma de varios tratados firmados por los sultanes de Somalia y del pueblo afar con los franceses. La zona pasó a llamarse Territorio Francés de los Afars y de los Issas en 1967. Una década después el pueblo de Yibuti votó a favor de la independencia, lo que marcó la formación oficial de la República de Yibuti, que recibió el nombre de su capital. El país se unió a la ONU ese mismo año, el 20 de septiembre de 1977. A comienzos de los años 1990 las tensiones sobre la representación del gobierno condujeron a un conflicto armado que culminó en el año 2000 en un acuerdo para compartir el poder entre el partido gobernante y la oposición.
Yibuti es una nación multiétnica, en 2024 su población estimada fue de 1.17 millones de habitantes, entre los cuales los somalíes y el pueblo Afar son los grupos étnicos más numerosos. Ambos hablan lenguas afroasiáticas que están reconocidas como idiomas nacionales, aunque el árabe y el francés son las lenguas oficiales. Más del 90% de los yibutianos practican el islam, religión predominante en toda la región desde hace más de un milenio.
El país tiene una ubicación estratégica cerca de uno de los puntos más transitados por la navegación comercial, en el acceso al mar Rojo desde el océano Índico, por lo que su costa es un centro de repostaje de enorme importancia para los buques mercantes y también es el puerto para importaciones y exportaciones de la vecina Etiopía. Además de floreciente centro del comercio mundial, Yibuti alberga varias bases militares de ejércitos extranjeros y la sede de la Autoridad Intergubernamental sobre el Desarrollo de África Oriental.

## Historia
El área de Yibuti está ocupada por varias etnias e influida básicamente por dos culturas: la etíope y la árabe. Actualmente los afar o danaquiles en los dos tercios septentrionales del territorio y la parcialidad somalí de los issa, en el tercio meridional, coexisten conflictivamente en este pequeño estado. Sin embargo, la historia de Yibuti, registrada en la poesía y cantos de sus pueblos nómadas, se remonta miles de años atrás a un tiempo en que los habitantes de esas tierras comerciaban con pieles a base de trueques con perfumes y especias de Egipto, India, y China.

### Prehistoria
La región de Bab-el-Mandeb se ha considerado a menudo un punto de paso principal para los primeros homínidos que seguían una ruta costera meridional desde África oriental hasta el sur y el sureste de Asia.
La zona de Yibuti está habitada desde el Neolítico. Según los lingüistas, las primeras poblaciones de habla afroasiática llegaron a la región durante este periodo procedentes del urheimat («patria original») propuesto para la familia en el valle del Nilo u Oriente Próximo. Otros estudiosos proponen que la familia afroasiática se desarrolló in situ en el Cuerno de África y que sus hablantes se dispersaron posteriormente desde allí.
En la llanura de Gobaad (entre Dikhil y el lago Abbe) se descubrieron los restos del elefante extinguido Palaeoloxodon recki, visiblemente descuartizado con herramientas de basalto encontradas en las proximidades. Estos restos datarían de 1,4 millones de años AEC. Posteriormente, otros yacimientos similares fueron identificados como probablemente obra del Homo ergaster. En la década de 1990 se excavó en Gombourta, entre Damerdjog y Loyada, a 15 km al sur de la ciudad de Yibuti, un yacimiento achelense (de 800.000 a 400.000 años a. C.) en el que se tallaba piedra. Por último, en Gobaad, se encontró una mandíbula de Homo erectus, que data del 100.000 a. C. En la isla del Diablo se han encontrado herramientas de hace 6.000 años, que se utilizaban para abrir conchas. En la zona del fondo de Goubet (Dankalélo, no lejos de la isla del Diablo) también se han descubierto estructuras circulares de piedra y fragmentos de cerámica pintada. En el valle del uadi de Dagadlé, investigadores anteriores han encontrado un fragmento de maxilar atribuido a una forma más antigua de Homo sapiens y datado en torno al 250 Ka.
Se ha encontrado cerámica anterior a mediados del II milenio en Asa Koma, una zona lacustre interior de la llanura de Gobaad. La cerámica del yacimiento se caracteriza por diseños geométricos punteados e incisos, que guardan similitudes con las cerámicas de fase 1 de la cultura Sabir de Ma'layba, en el sur de Arabia. También se han descubierto huesos de ganado vacuno de cuernos largos y sin joroba en Asa Koma, lo que sugiere la presencia de ganado domesticado hace unos 3.500 años. [El arte rupestre de lo que parecen ser antílopes y una jirafa se encuentra también en Dorra y Balho. Handoga, fechada en el cuarto milenio a. C., ha proporcionado microlitos de obsidiana y cerámicas sencillas utilizadas por los primeros pastores nómadas con ganado domesticado.
El yacimiento de Wakrita es un pequeño establecimiento neolítico situado en un uadi de la depresión tectónica de Gobaad, en Yibuti, en el Cuerno de África. Las excavaciones de 2005[cita requerida] arrojaron abundantes cerámicas que permitieron definir una facies cultural neolítica de esta región, que también fue identificada en el cercano yacimiento de Asa Koma. Los restos de fauna confirman la importancia de la pesca en los asentamientos neolíticos cercanos al lago Abbé, pero también la importancia de la ganadería bovina y, por primera vez en esta zona, pruebas de prácticas de pastoreo caprino. La datación por radiocarbono sitúa esta ocupación a principios del II milenio a. C., en un rango similar al de Asa Koma. Estos dos yacimientos representan las pruebas más antiguas de pastoreo en la región y permiten comprender mejor el desarrollo de las sociedades neolíticas en esta región.
Hasta 4000 años a. C., la región se beneficiaba de un clima muy diferente del actual y probablemente próximo al clima mediterráneo. Los recursos hídricos eran numerosos, con lagos en Gobaad, lagos Assal y Abbé más grandes y parecidos a verdaderas masas de agua. Por ello, los humanos vivían de la recolección, la pesca y la caza. La región estaba poblada por una fauna muy rica: felinos, búfalos, elefantes, rinocerontes, etc., como demuestra, por ejemplo, el bestiario de pinturas rupestres de Balho. En los milenios III y II a. C., unos pocos nómadas se asentaron alrededor de los lagos y practicaban la pesca y la ganadería. De esta época data el enterramiento de una mujer de 18 años, así como huesos de animales cazados, herramientas de hueso y pequeñas joyas. Hacia 1500 a. C., el clima ya empezaba a cambiar y las fuentes de agua dulce eran cada vez más escasas. Los grabados muestran dromedarios (animales de zonas áridas), algunos de ellos montados por guerreros armados. Los sedentarios volvieron a la vida nómada. Por todo el territorio se han desenterrado túmulos de piedra de formas variadas y tumbas de cobijo que datan de este periodo.

### Sultanato de Ifat (1285-1415)

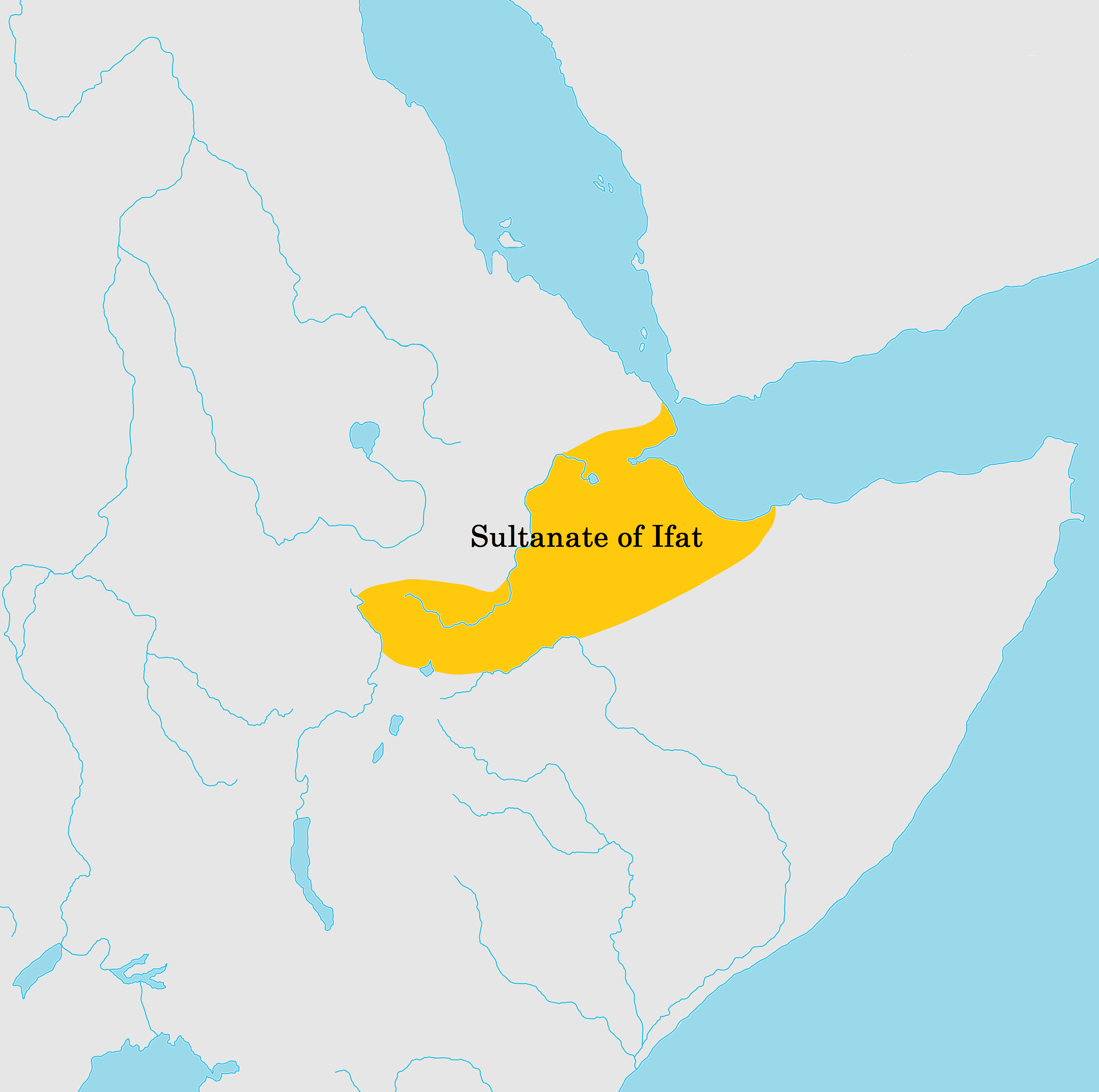
Yibuti como parte del Sultanato de Ifat en el Siglo XIV

A través de los estrechos contactos con la adyacente Península arábiga durante más de 1.000 años, las etnias somalí y afar de la región se convirtieron en unas de las primeras poblaciones del continente en abrazar el Islam. El sultanato de Ifat fue un reino medieval musulmán del Cuerno de África. Fundado en 1285 por la dinastía Walashma, tenía su centro en Zeila.
Ifat estableció bases en Yibuti y Somalilandia, y desde allí se expandió hacia el sur, hasta las montañas de Ahmar. Su sultán Umar Walashma (o su hijo Ali, según otra fuente) conquistó el sultanato de Shewa en 1285. Taddesse Tamrat explica la expedición militar del sultán Umar como un esfuerzo por consolidar los territorios musulmanes en el Cuerno, del mismo modo que el emperador Yekuno Amlak intentaba unificar los territorios cristianos en las tierras altas durante el mismo periodo. Estos dos estados entraron inevitablemente en conflicto por Shewa y otros territorios más al sur. Siguió una larga guerra, pero los sultanatos musulmanes de la época no estaban fuertemente unificados. Ifat fue finalmente derrotado por el emperador Amda Seyon I de Etiopía en 1332 y se retiró de Shewa.

### Sultanato de Adal (1415-1577)
Según el explorador del siglo XVI Leo Africanus, el reino del sultanato de Adal abarcaba la zona geográfica entre Bab el Mandeb y el cabo Guardafui. Por lo tanto, estaba flanqueado al sur por el Imperio Ajuran (Reino de Ajuuran) y al oeste por el Imperio Abisinio (Imperio de Abassin). Adal se menciona por su nombre en el siglo XIV en el contexto de las batallas entre los musulmanes del litoral somalí y Afar y las tropas cristianas del rey abisinio Amda Seyon I. Adal tenía originalmente su capital en la ciudad portuaria de Zeila, situada en la región occidental de Awdal. Según I.M. Lewis, la ciudad estaba gobernada por dinastías locales formadas por árabes afarizados o somalíes arabizados, que también gobernaban el sultanato de Mogadiscio, establecido de forma similar en la región de Benadir, al sur. La historia de Adal a partir de este periodo fundacional se caracterizaría por una sucesión de batallas con la vecina Abisinia.
En su apogeo, el reino de Adal controlaba amplias zonas de las actuales Yibuti, Somalilandia, Eritrea y Etiopía. Entre la ciudad de Yibuti y Loyada hay varias estelas antropomorfas y fálicas. Las estructuras están asociadas a tumbas de forma rectangular flanqueadas por losas verticales, como también se encuentran en Tiya, en el centro de Etiopía. Las estelas de Djibouti-Loyada son de antigüedad incierta, y algunas de ellas están adornadas con un símbolo en forma de T. Además, las excavaciones arqueológicas de Tiya han hallado tumbas. En 1997 se tenía constancia de la existencia de 118 estelas en la zona. Junto con las estelas de la zona de Hadiya, los residentes locales identifican estas estructuras como Yegragn Dingay o «piedra de Gran», en referencia al imán Ahmad ibn Ibrahim al-Ghazi (Ahmad «Gurey» o «Gran»), gobernante del sultanato de Adal.

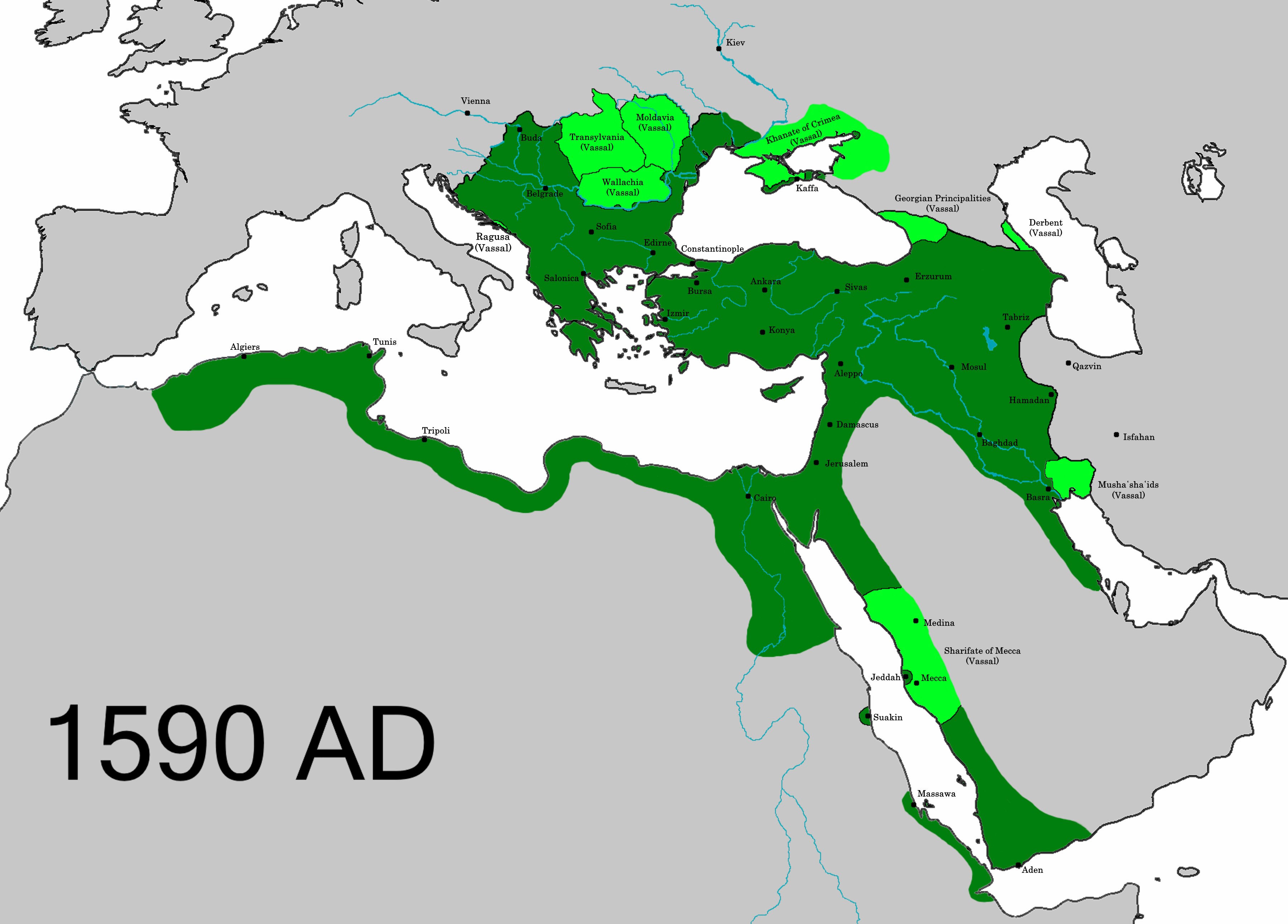
Yibuti como parte del Imperio Otomano en 1590

### Dominio Turco Otomano (1577-1867)
Aunque nominalmente formaba parte del Imperio otomano desde 1577, entre 1821 y 1841, Muhammad Ali, pachá de Egipto, pasó a controlar Yemen, Harar, el golfo de Tadjoura con Zeila y Berbera incluidas. El gobernador Abou Baker ordenó a la guarnición egipcia de Sagallo que se retirara a Zeila. El crucero Seignelay llegó a Sagallo poco después de la partida de los egipcios. Las tropas francesas ocuparon el fuerte a pesar de las protestas del agente británico en Adén, el comandante Frederick Mercer Hunter, que envió tropas para salvaguardar los intereses británicos y egipcios en Zeila y evitar una mayor extensión de la influencia francesa en esa dirección.
El 14 de abril de 1884, el comandante de la balandra de patrulla L'Inferent informó sobre la ocupación egipcia en el golfo de Tadjoura. El comandante de la balandra de patrulla Le Vaudreuil informó de que los egipcios estaban ocupando el interior entre Obock y Tadjoura. El emperador Yohannes IV de Etiopía firmó un acuerdo con Gran Bretaña para dejar de luchar contra los egipcios y permitir la evacuación de las fuerzas egipcias de Etiopía y del litoral de Somalilandia. La guarnición egipcia se retiró de Tadjoura. Léonce Lagarde desplegó una balandra de patrulla en Tadjoura la noche siguiente.

### A partir delsigloXIX
En el siglo XIX, Francia estableció en esta área un protectorado llamado Somalia francesa, gobernada por Léonce Lagarde. La visita de Charles de Gaulle a Yibuti en agosto de 1966 provocó manifestaciones a favor de la independencia. Viciado por este recibimiento, el jefe de Estado francés se negó a recibir a los representantes de la oposición. Al día siguiente, la plaza donde el general iba a pronunciar su discurso fue invadida por miles de manifestantes. Dio la orden de «despejar la plaza». Sin previo aviso, las tropas francesas dispersaron a la multitud con granadas ofensivas. Las autoridades contaron oficialmente con seis muertos y cientos de heridos, pero algunos periódicos consideraron que este número estaba subestimado. Tras la manifestación de una demanda de independencia en agosto de 1966, y los posteriores conflictos sociales, se levantó un dique minado y electrificado alrededor de la ciudad, oficialmente para contener las migraciones. Varias personas perdieron la vida al intentar cruzarlo. Denunciada como un muro de la vergüenza por la oposición, la presa no fue desmantelada hasta 1982.
En 1967 pasó a ser denominado Territorio francés de los Afars y de los Issas. 

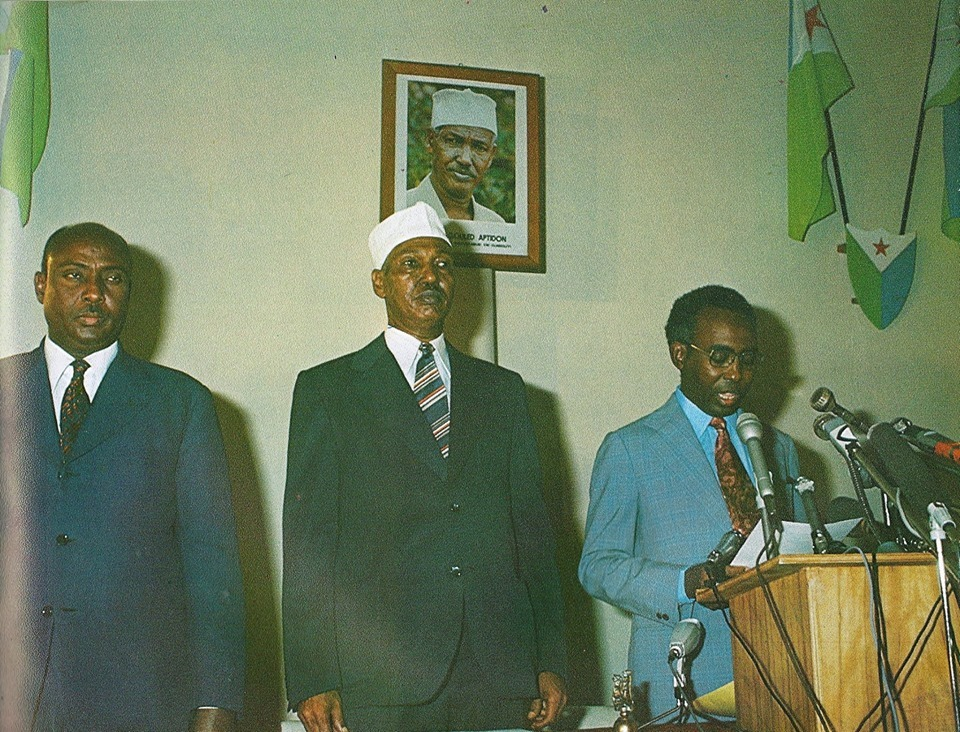
Ahmed Dini Ahmed proclamando la Independencia de Yibuti con respecto a Francia el 27 de junio de 1977

### País independiente
El 8 de mayo de 1977, la población, consultada por tercera vez en Referéndum (tras 1958 y 1967), eligió la independencia con oficialmente el 98,8% de los votos emitidos. Se proclamó el 27 de junio, con el nacimiento de la República de Yibuti. Su primer presidente fue Hassan Gouled Aptidon, y le siguieron cuatro primeros ministros en año y medio. El último de ellos, Barkat Gourad Hamadou, permaneció 23 años en el cargo. En 1981 se impuso un sistema de partido único.
A partir de 1991, el gobierno entró en guerra con el Frente para la Restauración de la Unidad y la Democracia (FRUD), dirigido por Ahmed Dini, figura emblemática de la oposición yibutiana. Tras un revés inicial, el ejército recuperó el control del territorio en 1994. Fue entonces cuando se firmó un tratado entre una parte del FRUD y el gobierno yibutiano. Una facción más radical (el FRUD armado) no se unió al proceso de paz hasta 2001.
En 1992, tras el inicio de la insurrección, se aprobó una Constitución por referéndum. En ella se preveía un sistema multipartidista parcial con cuatro partidos.
En 1999, Ismaïl Omar Guelleh se convirtió en Presidente de la República. Fue reelegido en 2005 y, tras modificar la Constitución, en 2011, 2016 y 2021.
En 2001 Dileita Mohamed Dileita pasó a ser el primer ministro. Al año siguiente el país se tornó una base de acciones internacionales contra el terrorismo. En las elecciones de 2003 la coalición gobernante eligió a los 65 parlamentarios. En 2005 el presidente Guelleh fue reelecto sin oponentes, la oposición criticó a la reelección alegando falta de democracia en la disputa. Aunque observadores internacionales consideran buenas las condiciones del pleito.
El 10 de junio de 2008 estalló la guerra Yibuti-Eritrea, que enfrentó a Eritrea y Yibuti en torno al cabo Doumera. Yibuti acusó a Asmara de haber financiado el movimiento armado antigubernamental Frente para la Restauración de la Unidad y la Democracia entre 1991 y 1994. Eritrea reclama la zona del cabo de Doumera, punto costero en la frontera entre ambos países. En enero de 2009, el Consejo de Seguridad de las Naciones Unidas impuso sanciones contra Eritrea mediante la Resolución 1862.
A principios de 2011, se reprimieron manifestaciones inspiradas en la Primavera Árabe.
En 2013, las elecciones legislativas desembocaron en una grave crisis electoral y en una represión del régimen contra la Unión para la Salvación Nacional (USN), una coalición de siete partidos de la oposición yibutiana. Esto condujo a la firma de un acuerdo marco político entre la USN y el gobierno el 30 de diciembre de 2014. Los diez diputados de la oposición que ocuparon sus escaños poco después fueron los primeros desde la independencia.

En 2017, siguiendo los pasos de Estados Unidos, Francia, Italia y Japón, se concedió a China el derecho a establecer allí una base militar. España y Alemania también han enviado pequeños contingentes.

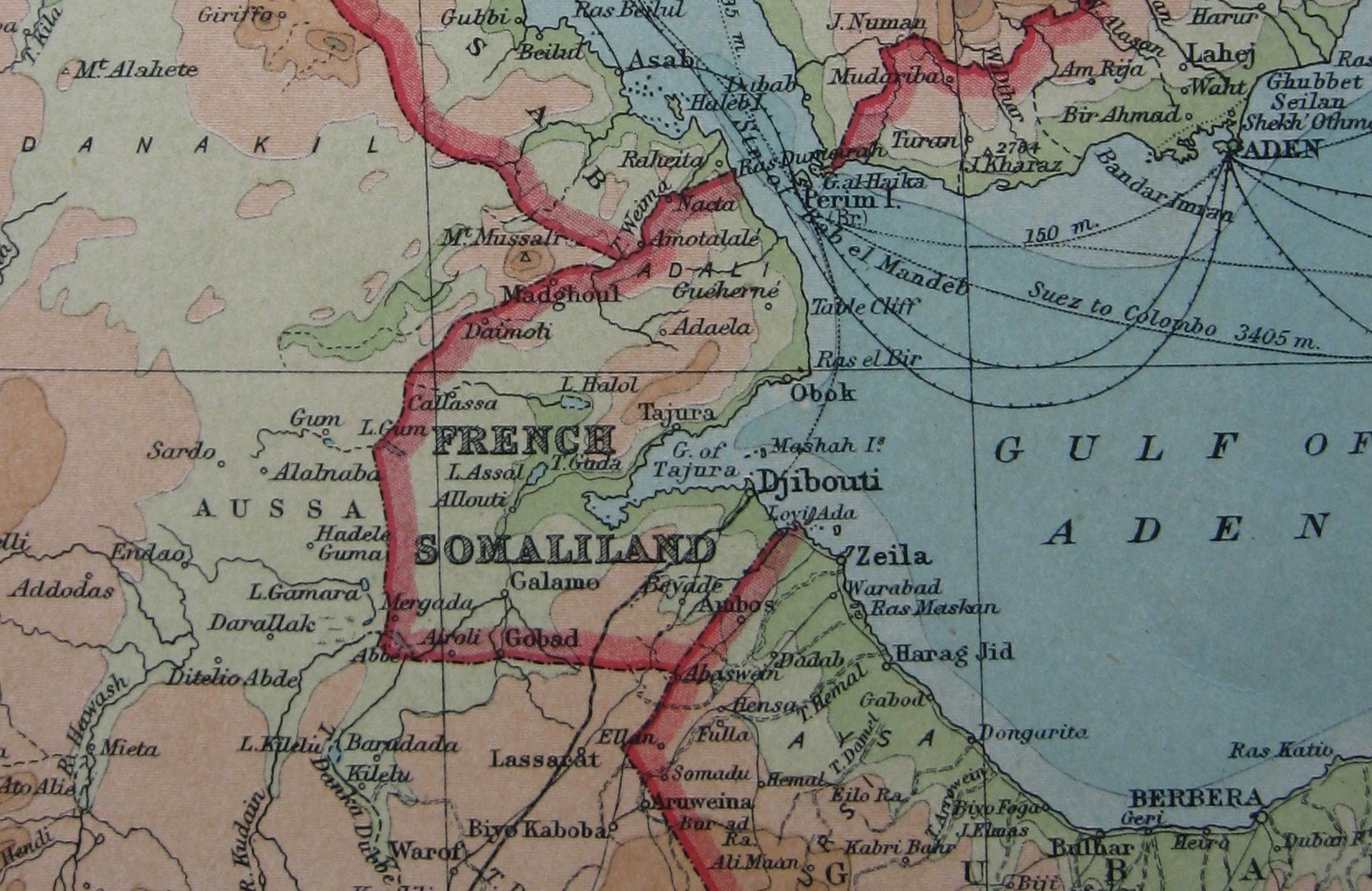
La Somalia francesa en 1922.

## Gobierno y política
Yibuti es una república semipresidencialista donde el poder ejecutivo recae en el gobierno y el poder legislativo en el gobierno junto al parlamento. El presidente es el jefe de Estado y nombra a un primer ministro como jefe de Gobierno. La Cámara de Diputados de Yibuti, el parlamento del país, está formada por 65 miembros.
Yibuti mantiene buenas relaciones con los países Occidentales. Es miembro de la Unión Africana (UA), la Organización de las Naciones Unidas (ONU), la Liga de Estados Árabes, del Mercado Común de África Oriental y Austral (Comesa), la Autoridad Intergubernamental sobre el Desarrollo de África Oriental (IGAD), entre otras. En años recientes, ha sido el destino de cientos de refugiados provenientes de países vecinos, principalmente Somalia. En 2007 había 8642 ciudadanos somalíes en calidad de refugiados viviendo en el país.
El país no ha experimentado ningún cambio político desde la independencia. La mayor parte del poder está en manos de la misma familia: el actual presidente, Ismaïl Omar Guelleh, es sobrino de su predecesor, Hassan Gouled Aptidon.

### Gobierno
El presidente, Ismaïl Omar Guelleh, es la figura prominente de la política yibutiana, el jefe del Estado y comandante en jefe. El presidente ejerce su poder ejecutivo asistido por la persona que ha designado, el primer ministro, Abdoulkader Kamil Mohamed. El Consejo de Ministros (gabinete) es responsable ante el presidente y está presidido por él.
El sistema judicial consta de tribunales de primera instancia, un Tribunal Superior de Apelación y un Tribunal Supremo. El sistema jurídico es una mezcla del derecho civil francés y el derecho consuetudinario (Xeer) de los pueblos somalí y afar.
La Asamblea Nacional (antigua Cámara de Diputados) es el órgano legislativo del país, compuesto por 65 miembros elegidos cada cinco años[75] Aunque unicameral, la Constitución prevé la creación de un Senado. Las últimas elecciones se celebraron el 23 de febrero de 2018. Yibuti tiene un sistema de partido dominante, en el que la Agrupación Popular para el Progreso (RPP) controla el legislativo y el ejecutivo desde su fundación en 1979 (el partido gobierna como parte de la Unión para una Mayoría Presidencial, que tiene una supermayoría de escaños). A los partidos de la oposición se les permite una libertad (limitada), pero el principal partido de la oposición, la Unión para la Salvación Nacional, boicoteó las elecciones de 2005 y 2008, alegando el control gubernamental de los medios de comunicación y la represión de los candidatos de la oposición.

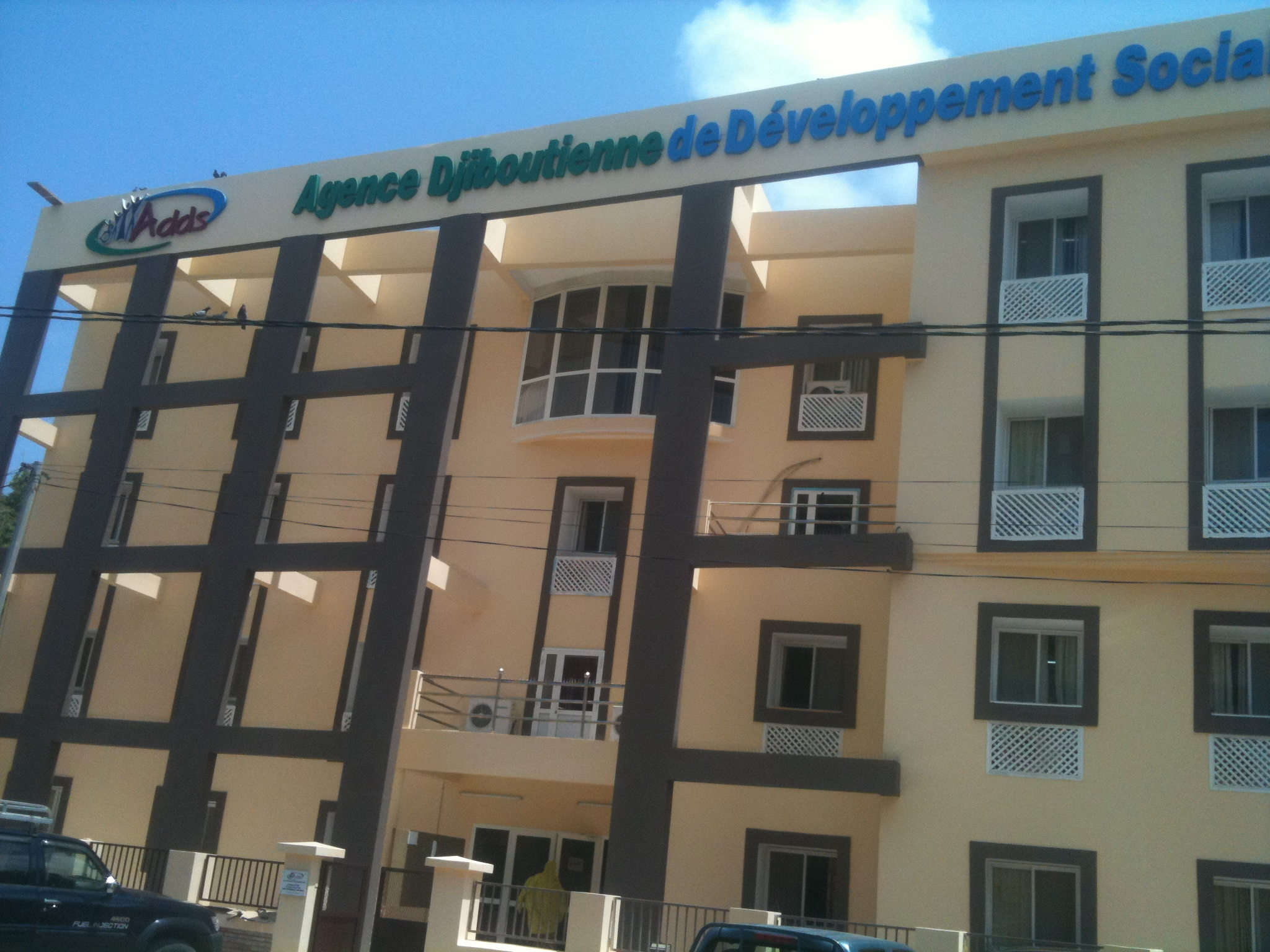
Agencia de Desarrollo Social de Yibuti (Agence de Développement Sociale de Djibouti)

El gobierno está dominado por el clan somalí Issa Dir, que cuenta con el apoyo de los clanes somalíes, especialmente el clan Gadabuursi Dir. El país salió de una guerra civil que duró una década a finales de los noventa, y el gobierno y el Frente para la Restauración de la Unidad y la Democracia (FRUD) firmaron un tratado de paz en 2000. Dos miembros del FRUD se incorporaron al gabinete y, desde las elecciones presidenciales de 1999, el FRUD ha hecho campaña en apoyo del RPP.
El presidente Guelleh sucedió en el cargo a Hassan Gouled Aptidon en 1999. Guelleh juró su segundo mandato de seis años tras unas elecciones uninominales celebradas el 8 de abril de 2005. Obtuvo el 100% de los votos con una participación del 78,9%. A principios de 2011, la ciudadanía yibutiana participó en una serie de protestas contra el Gobierno, que se asociaron a las manifestaciones de la Primavera Árabe. Ese mismo año, Guelleh fue reelegido para un tercer mandato con el 80,63% de los votos y una participación del 75%. Aunque los grupos de la oposición boicotearon las elecciones por los cambios en la Constitución que permitían a Guelleh presentarse de nuevo a las elecciones, los observadores internacionales de la Unión Africana describieron en general las elecciones como libres y justas.
El 31 de marzo de 2013, Guelleh sustituyó al primer ministro Dilleita Mohamed Dilleita, que llevaba mucho tiempo en el cargo, por el expresidente de la Unión por la Mayoría Presidencial (UMP) Abdoulkader Kamil Mohamed. En diciembre de 2014, la gobernante Unión por la Mayoría Presidencial también firmó un acuerdo marco con la coalición Unión de Salvación Nacional, que allana el camino para que los legisladores de la oposición entren en el Parlamento y para la reforma del organismo electoral nacional.

### Defensa
Yibuti alberga la mayor base militar francesa del mundo desde su independencia en 1977. Francia también tiene una estación de escucha que puede cubrir toda la Península arábiga y parte de Oriente Medio. Estados Unidos estableció una base militar en el país en 2002 con 4.000 soldados.

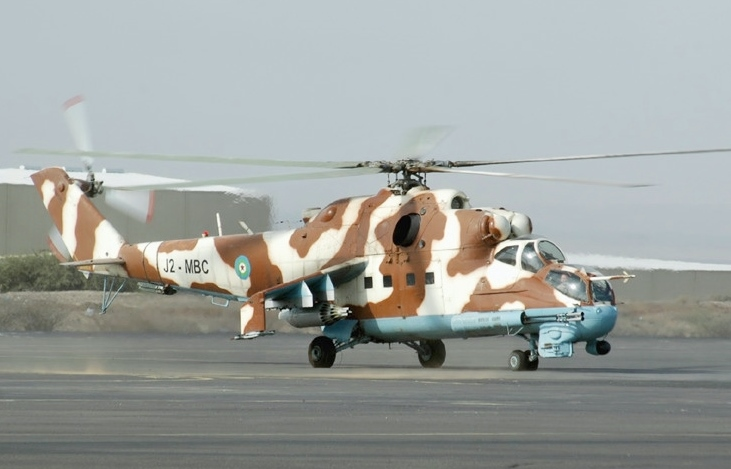
Mi-35P de la Fuerza Aérea de Yibuti (Force Aérienne du Djibouti)

Las Fuerzas Armadas de Yibuti incluyen el Ejército de Yibuti, formado por la Armada de Yibuti, la Fuerza Aérea de Yibuti y la Gendarmería Nacional (GN). En 2011, la mano de obra disponible para el servicio militar era de 170.386 hombres y 221.411 mujeres de entre 16 y 49 años. Yibuti gastó más de 36 millones de dólares anuales en sus fuerzas armadas en 2011 (141.º en la base de datos del SIPRI). Tras la independencia, Yibuti contaba con dos regimientos comandados por oficiales franceses. A principios de la década de 2000, buscó en el exterior un modelo de organización del ejército que le permitiera mejorar sus capacidades defensivas mediante la reestructuración de las fuerzas en unidades más pequeñas y móviles, en lugar de las divisiones tradicionales.
La primera guerra en la que participaron las Fuerzas Armadas de Yibuti fue la Guerra Civil de Yibuti entre el gobierno yibutiano, apoyado por Francia, y el Frente para la Restauración de la Unidad y la Democracia (FRUD). La guerra duró de 1991 a 2001, aunque la mayor parte de las hostilidades terminaron cuando las facciones moderadas del FRUD firmaron un tratado de paz con el gobierno tras sufrir un duro revés militar cuando las fuerzas gubernamentales capturaron la mayor parte del territorio en poder de los rebeldes. Un grupo radical siguió luchando contra el gobierno, pero firmó su propio tratado de paz en 2001. La guerra terminó con una victoria del gobierno, y el FRUD se convirtió en partido político.

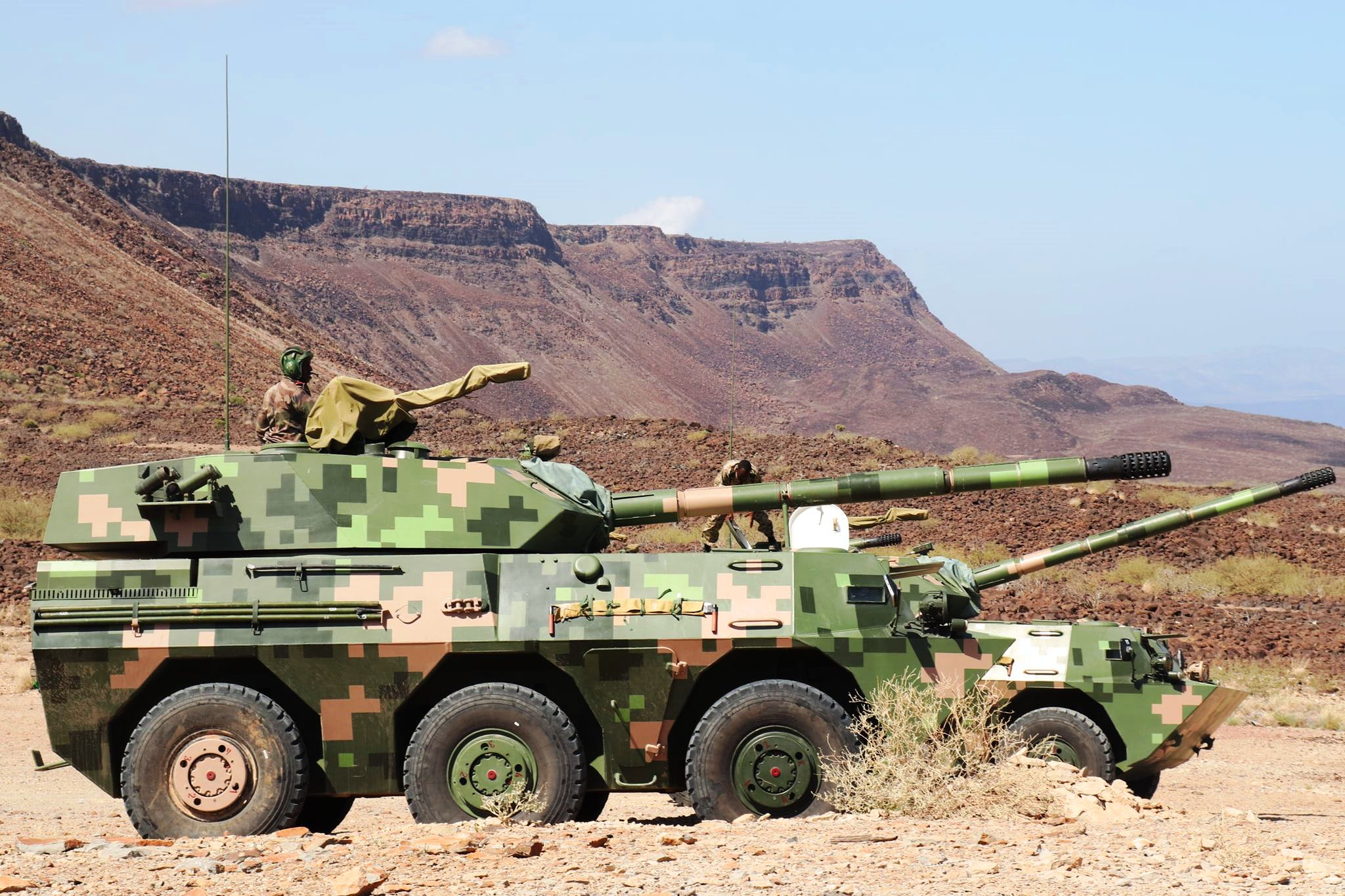
Vehículos destructores de tanques WMA-301 del Ejército de Yibuti

Como sede del organismo regional IGAD, Yibuti ha participado activamente en el proceso de paz somalí, acogiendo la conferencia de Arta en 2000. Tras el establecimiento del Gobierno Federal de Somalia en 2012, una delegación yibutiana asistió a la ceremonia de investidura del nuevo presidente de Somalia.
En los últimos años, Yibuti ha mejorado sus técnicas de adiestramiento y sus estructuras militares de mando e información, y ha dado pasos para ser más autosuficiente en el suministro de sus fuerzas armadas para colaborar con las Naciones Unidas en misiones de mantenimiento de la paz, o para prestar ayuda militar a los países que lo soliciten oficialmente. Actualmente está desplegado en Somalia y Sudán.

### Presencia Militar Extranjera
Las fuerzas francesas siguieron presentes en Yibuti cuando el territorio obtuvo la independencia, primero en el marco de un protocolo provisional de junio de 1977 que fijaba las condiciones de estacionamiento de las fuerzas francesas, constituyendo un acuerdo de defensa. El 21 de diciembre de 2011 se firmó en París un nuevo tratado de cooperación en materia de defensa entre Francia y Yibuti. Entró en vigor el 1 de mayo de 2014. Mediante ese tratado y su cláusula de seguridad, Francia reafirmó su compromiso con la independencia y la integridad territorial de la República de Yibuti. 

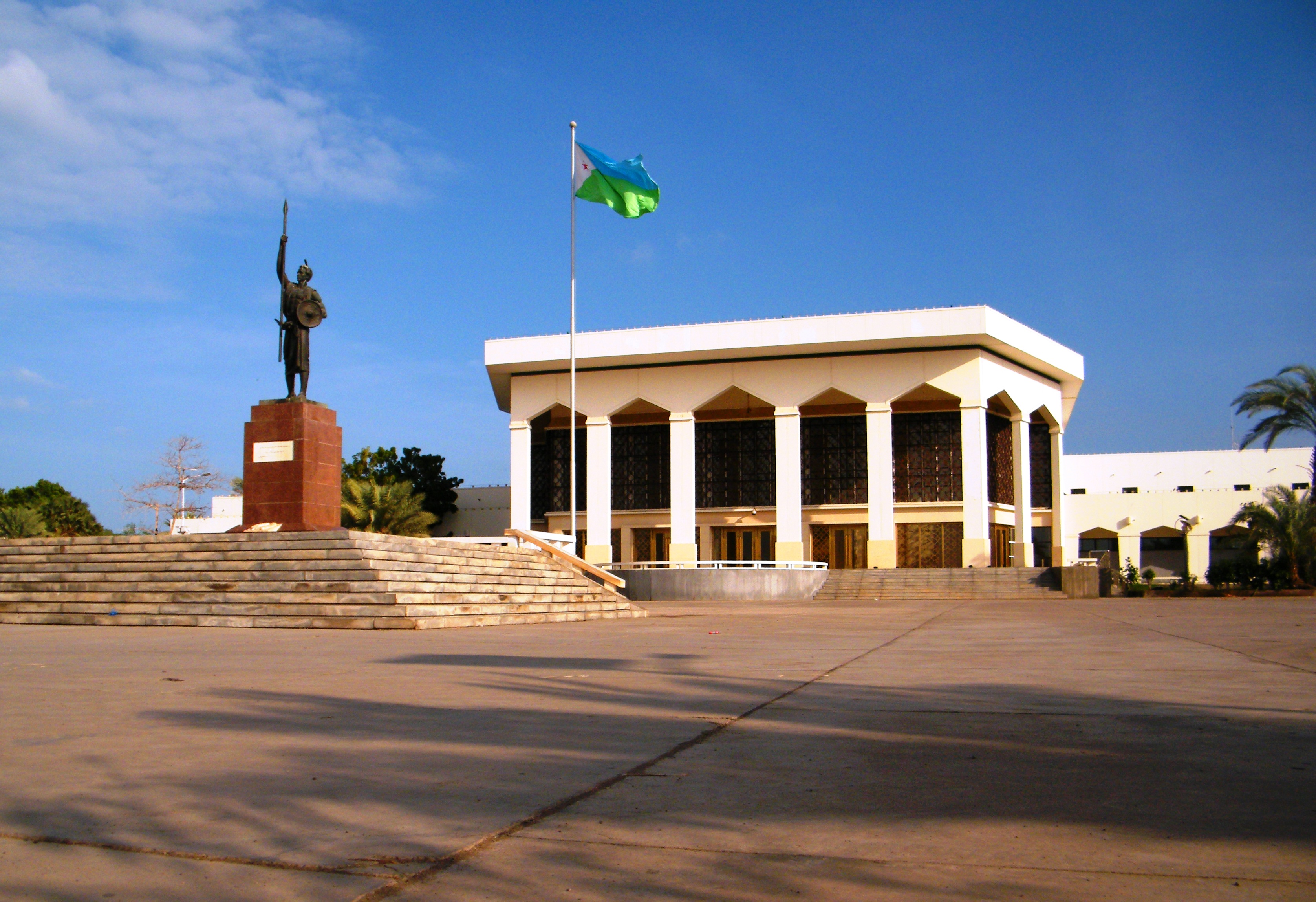
El Palacio del Pueblo es un monumento construido por China en 1984 como una donación a Yibuti

También antes de la independencia, en 1962, una unidad de la Legión Extranjera francesa, la 13.ª Demi-Brigada de la Legión Extranjera (13 DBLE) fue transferida de Argelia a Yibuti para formar el núcleo de la guarnición francesa en ese país. El 31 de julio de 2011, la (13 DBLE) abandonó Yibuti con destino a los Emiratos Árabes Unidos.
La ubicación estratégica de Yibuti junto al estrecho de Bab-el-Mandeb, que separa el golfo de Adén del mar Rojo y controla los accesos al canal de Suez, la ha convertido en un lugar deseable para bases militares extranjeras. Camp Lemonnier fue abandonado por los franceses y posteriormente arrendado al Mando Central de Estados Unidos en septiembre de 2002. El arrendamiento se renovó en 2014 por otros 20 años. El país también alberga la única base de apoyo china en ultramar y la única base militar japonesa en ultramar. La Base Militar de Apoyo Nacional italiana también se encuentra en Yibuti.

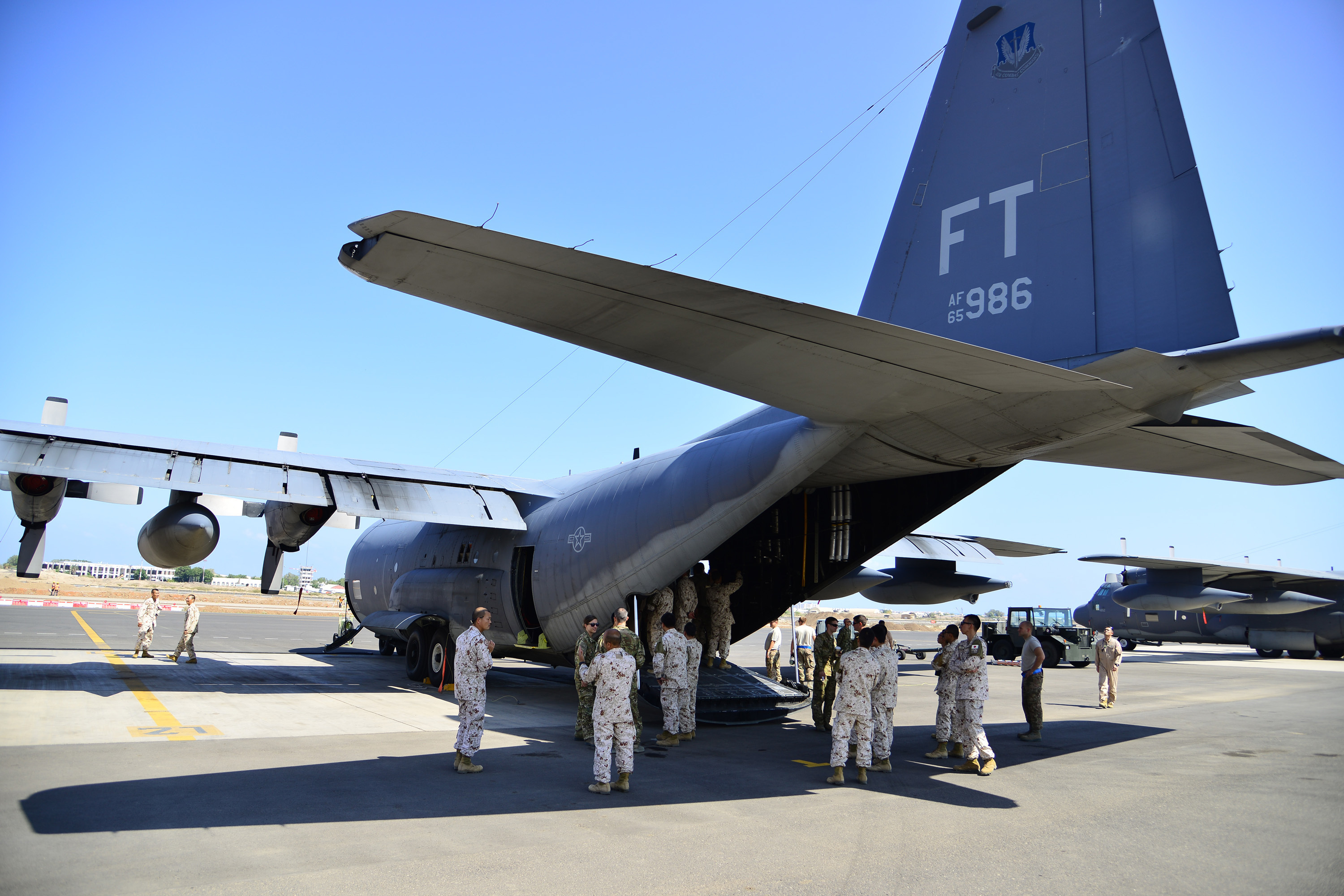
Efectivos militares de EE.UU. realizan una recorrido con las Fuerzas de Autodefensa de Japón en Yibuti

La acogida de bases militares extranjeras es una parte importante de la economía de Yibuti. Estados Unidos paga 63 millones de dólares al año por el alquiler de Camp Lemonnier, Francia y Japón pagan alrededor de 30 millones de dólares al año cada uno, y China paga 20 millones de dólares al año. Los pagos de arrendamiento sumaron más del 5 % del PIB de Yibuti, de 2.300 millones de dólares, en 2017.
En los últimos tiempos, China ha intensificado su presencia militar en África, con planes en curso para asegurar una presencia militar aún mayor en Yibuti específicamente. La presencia de China en Yibuti está vinculada a puertos estratégicos para garantizar la seguridad de los activos chinos. La situación estratégica de Yibuti hace que el país sea idóneo para una mayor presencia militar.

### Derechos humanos
En materia de derechos humanos, respecto a la pertenencia a los siete organismos de la Carta Internacional de Derechos Humanos, que incluyen al Comité de Derechos Humanos (HRC), Yibuti ha firmado o ratificado:
| Yibuti | Tratados internacionales | Tratados internacionales | Tratados internacionales | Tratados internacionales | Tratados internacionales | Tratados internacionales  | Tratados internacionales | Tratados internacionales | Tratados internacionales  | Tratados internacionales | Tratados internacionales | Tratados internacionales | Tratados internacionales  | Tratados internacionales  | Tratados internacionales | Tratados internacionales  | Tratados internacionales  | Tratados internacionales  |
| --- | --- | ------------------------ | --- | --- | --- | ------------------------- | ------------------------ | --- | ------------------------- | --- | ------------------------ | ------------------------ | ------------------------- | ------------------------- | ------------------------ | ------------------------- | ------------------------- | ------------------------- |
| Yibuti | CESCR | CESCR                    | CCPR | CCPR | CCPR | CERD                      | CED                      | CEDAW | CEDAW                     | CAT | CAT                      | CRC                      | CRC                       | CRC                       | CRC                      | MWC                       | CRPD                      | CRPD                      |
| Yibuti | CESCR | CESCR-OP                 | CCPR | CCPR-OP1 | CCPR-OP2-DP | CERD                      | CED                      | CEDAW | CEDAW-OP                  | CAT | CAT-OP                   | CRC                      | CRC-OP-AC                 | CRC-OP-SC                 | CRC-OP-CP                | MWC                       | CRPD                      | CRPD-OP                   |
| Pertenencia | Yibuti ha reconocido la competencia de recibir y procesar comunicaciones individuales por parte de los órganos competentes. | Sin información.         | Yibuti ha reconocido la competencia de recibir y procesar comunicaciones individuales por parte de los órganos competentes. | Yibuti ha reconocido la competencia de recibir y procesar comunicaciones individuales por parte de los órganos competentes. | Yibuti ha reconocido la competencia de recibir y procesar comunicaciones individuales por parte de los órganos competentes. | Ni firmado ni ratificado. | Sin información.         | Yibuti ha reconocido la competencia de recibir y procesar comunicaciones individuales por parte de los órganos competentes. | Ni firmado ni ratificado. | Yibuti ha reconocido la competencia de recibir y procesar comunicaciones individuales por parte de los órganos competentes. | Sin información.         | Firmado y ratificado.    | Ni firmado ni ratificado. | Ni firmado ni ratificado. | Sin información.         | Ni firmado ni ratificado. | Ni firmado ni ratificado. | Ni firmado ni ratificado. |
| Firmado y ratificado, firmado, pero no ratificado, ni firmado ni ratificado, sin información, ha accedido a firmar y ratificar el órgano en cuestión, pero también reconoce la competencia de recibir y procesar comunicaciones individuales por parte de los órganos competentes. | |                          | | | |                           |                          | |                           | |                          |                          |                           |                           |                          |                           |                           |                           |

## Organización político-administrativa

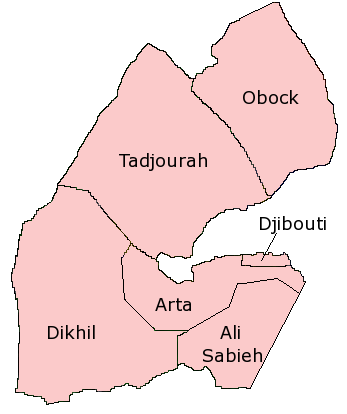
Regiones de Yibuti.

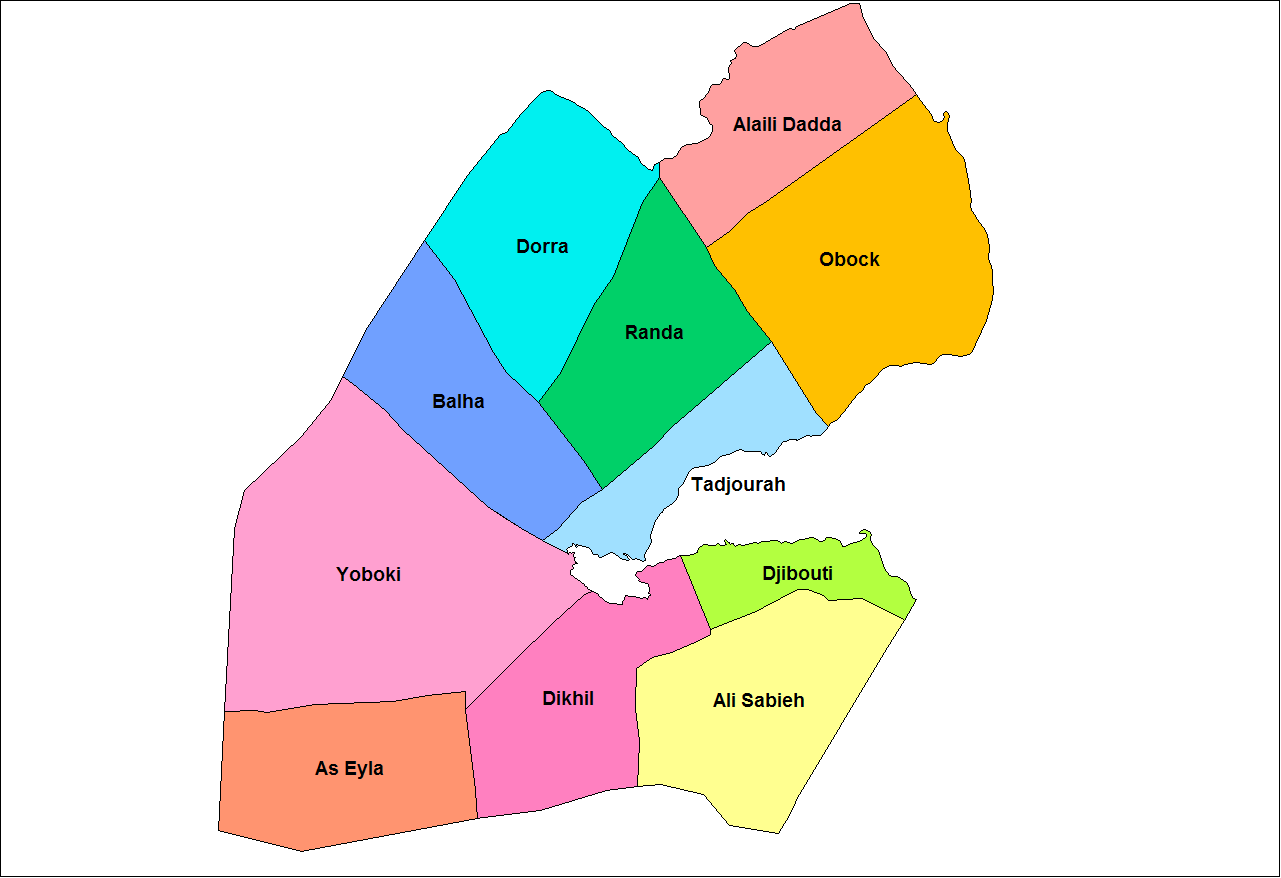
Distritos de Yibuti.

Yibuti está dividido en cinco regiones y una ciudad. A la vez, estas regiones se subdividen en once distritos, algunos de los cuales abarcan varias regiones. Cada región, cada distrito, y cualquier otro gobierno menor es autónomo ante la ley.
Las regiones y la ciudad son:
1. Ciudad de Yibuti
2. Región de Arta
3. Región de Ali Sabieh
4. Región de Dikhil
5. Región de Tadjoura
6. Región de Obock

Los once distritos son:
1. Distrito de Alaili Dadda
2. Distrito de Ali Sabieh
3. Distrito de As Eyla
4. Distrito de Balha
5. Distrito de Dikhil
6. Distrito de Yibuti
7. Distrito de Dorra
8. Distrito de Obock
9. Distrito de Randa
10. Distrito de Tadjourah
11. Distrito de Yoboki

## Geografía

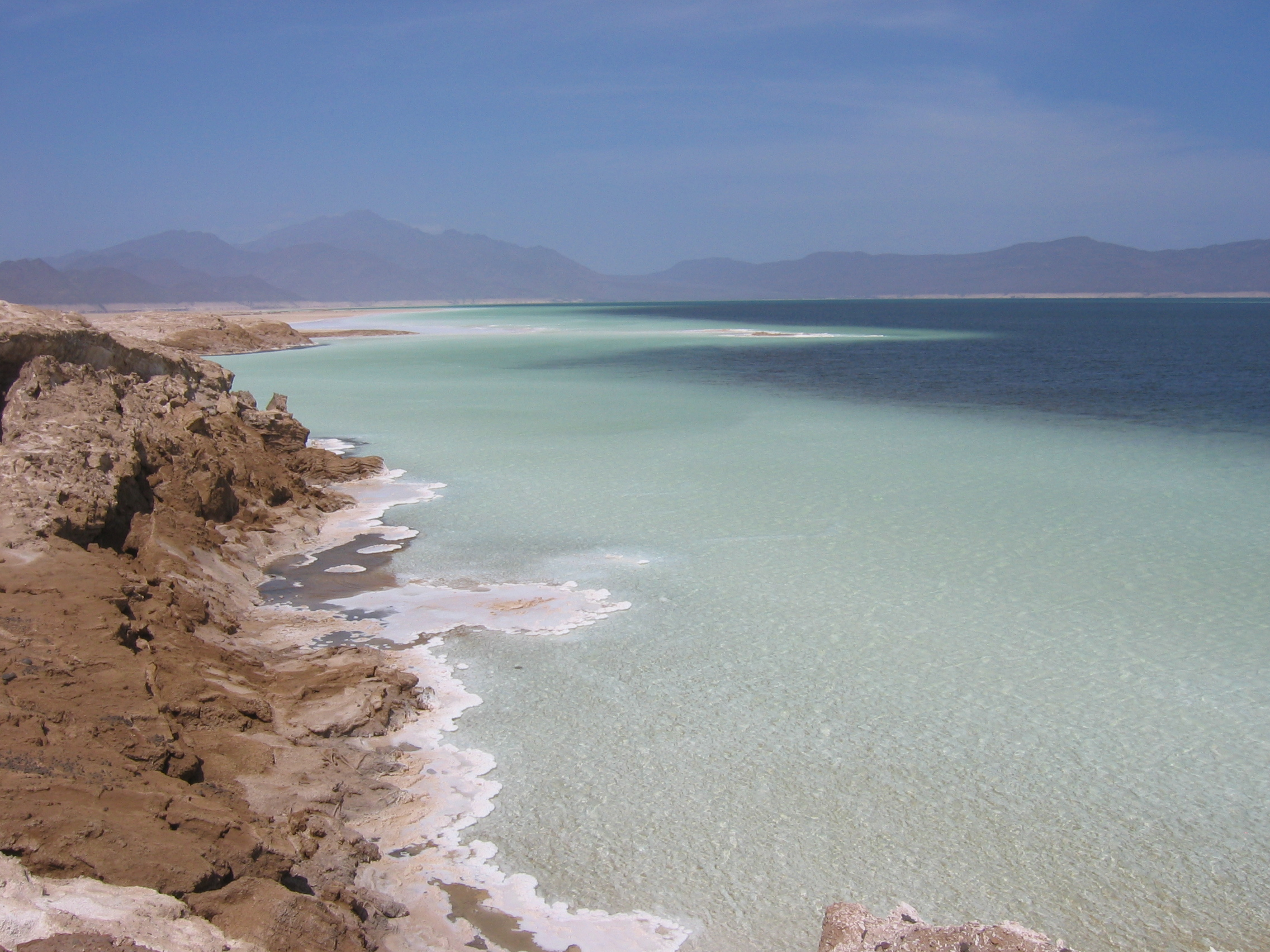
El Lago Assal.

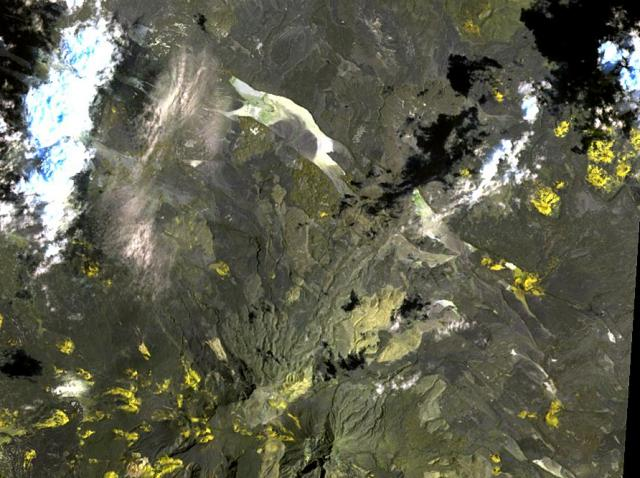
El volcán Mousa Ali, el área volcánica de Gufa y conos piroclásticos.

Yibuti se encuentra en el este de África, bordeando el golfo de Adén y el mar Rojo entre Eritrea y Somalia. Su territorio ocupa una superficie de 23.200 km².
El centro del país es montañoso y divide a Yibuti en la llanura costera y una meseta en el interior. El punto más bajo es el lago Assal (-155 metros), y el más alto es Moussa Ali (2.028 metros). Los recursos naturales de Yibuti incluyen la energía geotérmica.
Para este pequeño territorio, la variedad de paisajes es absolutamente increíble. En el norte, hay una selva tropical, que actualmente alberga un parque nacional, el parque nacional del Bosque de Day. También observamos la presencia de una fauna y flora muy rica, con muchas especies endémicas (como el Francolín, un pájaro).
El Mar es uno de los más ricos en el mundo, y es un lugar de buceo internacional. Se puede observar uno de los animales más emblemáticos del país, el tiburón ballena. Su tamaño puede alcanzar los 14 m, con un peso de 19 000 kg por animal, sin embargo, esto no representa ningún peligro para los seres humanos. Este pez se alimenta exclusivamente de plancton.
Yibuti forma parte de los acuerdos internacionales sobre biodiversidad, cambio climático, desertificación, especies en peligro, derecho del mar, protección de la capa de ozono.

### Ecología

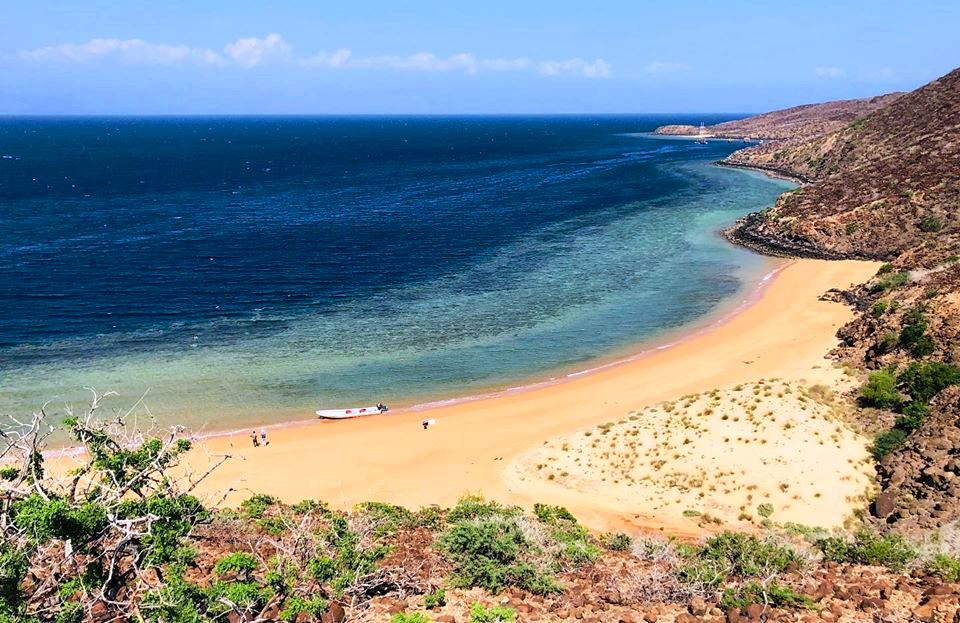
Playa en el Golfo de Tadjoura, Yibuti

Todo el territorio de Yibuti se engloba en la ecorregión denominada pradera y matorral xerófilos de Etiopía, salvo la franja costera más septentrional, en el estrecho de Bab-el-Mandeb, que corresponde al desierto costero de Eritrea.

### Clima
Como el país es relativamente pequeño, está situado en una zona climática uniforme y no presenta grandes diferencias climáticas. Las únicas variaciones significativas están en la altitud del punto de partida respectivo. Aquí hay dos distinciones principales: el litoral y las depresiones, así como las regiones ligeramente más altas del norte y el sur.
En la costa, es pleno verano según los estándares europeos todo el año, y Yibuti es una de las ciudades más calurosas de África. En enero, las temperaturas oscilan entre los 27 y los 30 °C en la región de Yibuti, mientras que por la noche descienden hasta los 20-22 °C aproximadamente. A partir de abril, las temperaturas empiezan a subir bruscamente, alcanzando los 39-42 °C de junio a agosto. 

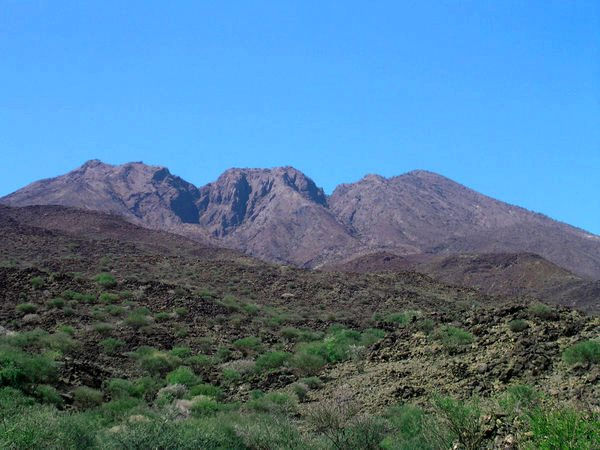
Mousa Ali estratovolcán situado en el triple punto fronterizo de los países africanos de Etiopía, Eritrea y Yibuti

Por la noche, la temperatura no suele bajar de 30 °C. No es hasta octubre cuando las temperaturas vuelven a estabilizarse en torno a los 30 °C. Los récords de calor en Yibuti son de 45,9 °C en los meses de junio y julio y de 45,8 °C en agosto. La mínima absoluta es de 16 °C, que se midió en las noches de enero y febrero.
La humedad es bastante alta durante todo el año, con un 70-75% en los meses de invierno y un ligero descenso a alrededor del 45% en pleno verano. Esto hace que a menudo el calor sea insoportable. Las precipitaciones son escasas durante todo el año, con una media de sólo 15 días de lluvia al año, con un total de 140-170 mm. Las escasas lluvias suelen caer en invierno o durante las tormentas.
La temperatura del mar oscila entre los 25-27 °C en invierno y suele alcanzar los 30 °C en verano. En las costas suele haber niebla matinal invernal. Las depresiones y salinas, sobre todo alrededor del lago Assal, presentan condiciones climáticas similares. El interior (por ejemplo, Danakilberge), que se encuentra a una altitud de 500 a casi 2000 metros, es algo más húmedo, pero aquí las precipitaciones también se producen sólo en forma de aguaceros poco frecuentes. Las temperaturas siguen bajando por la noche, pero durante el día son más o menos las mismas que en la costa, excepto a mayor altitud.

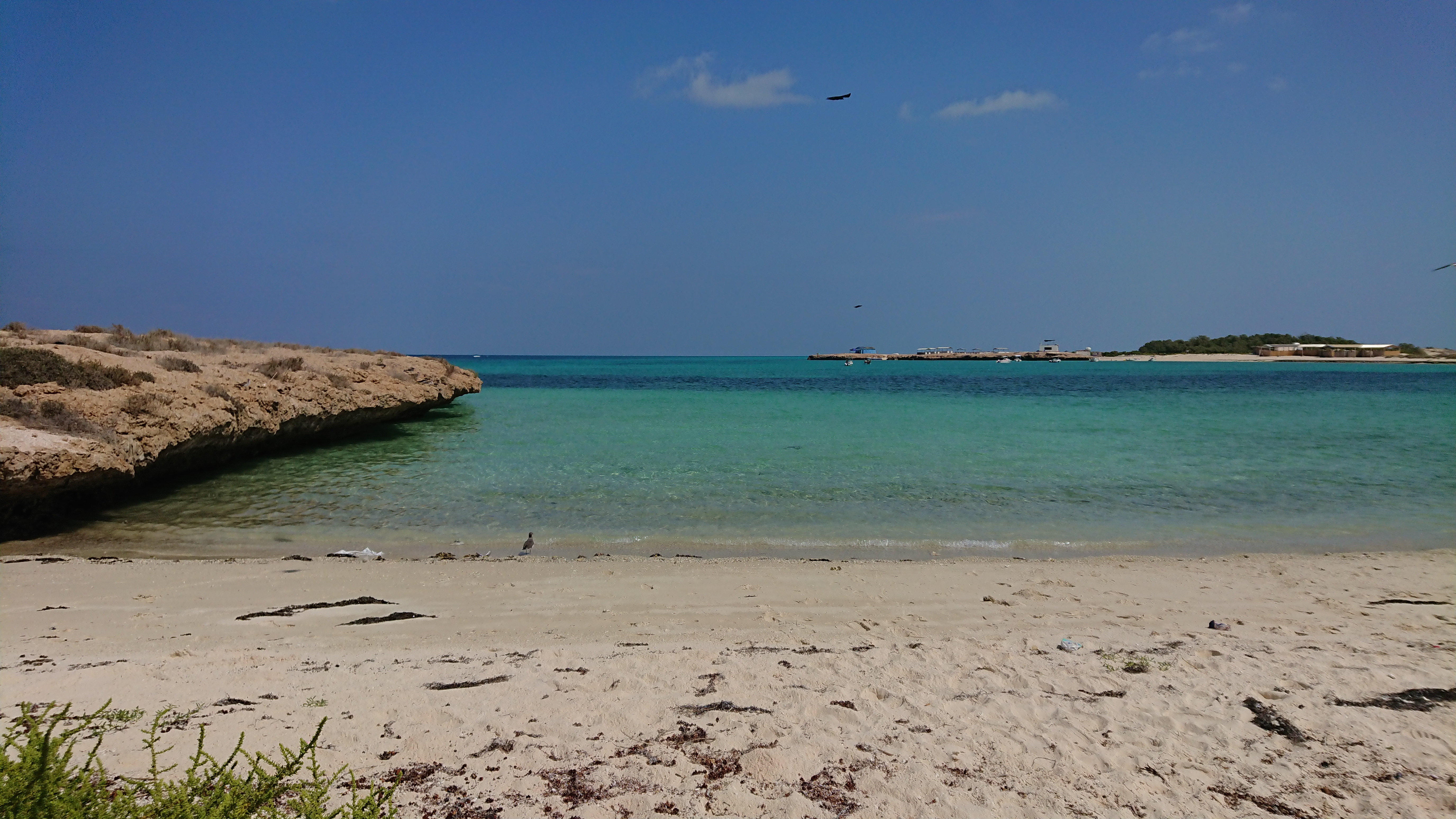
Paisaje de la Isla Maskali en Yibuti

| Parámetros climáticos promedio de Yibuti (ciudad) | Parámetros climáticos promedio de Yibuti (ciudad) | Parámetros climáticos promedio de Yibuti (ciudad) | Parámetros climáticos promedio de Yibuti (ciudad) | Parámetros climáticos promedio de Yibuti (ciudad) | Parámetros climáticos promedio de Yibuti (ciudad) | Parámetros climáticos promedio de Yibuti (ciudad) | Parámetros climáticos promedio de Yibuti (ciudad) | Parámetros climáticos promedio de Yibuti (ciudad) | Parámetros climáticos promedio de Yibuti (ciudad) | Parámetros climáticos promedio de Yibuti (ciudad) | Parámetros climáticos promedio de Yibuti (ciudad) | Parámetros climáticos promedio de Yibuti (ciudad) | Parámetros climáticos promedio de Yibuti (ciudad) |
| Mes                                               | Ene.                                              | Feb.                                              | Mar.                                              | Abr.                                              | May.                                              | Jun.                                              | Jul.                                              | Ago.                                              | Sep.                                              | Oct.                                              | Nov.                                              | Dic.                                              | Anual                                             |
| ------------------------------------------------- | ------------------------------------------------- | ------------------------------------------------- | ------------------------------------------------- | ------------------------------------------------- | ------------------------------------------------- | ------------------------------------------------- | ------------------------------------------------- | ------------------------------------------------- | ------------------------------------------------- | ------------------------------------------------- | ------------------------------------------------- | ------------------------------------------------- | ------------------------------------------------- |
| Temp. máx. abs. (°C)                              | 34                                                | 34                                                | 37                                                | 38                                                | 44                                                | 47                                                | 47                                                | 47                                                | 44                                                | 39                                                | 36                                                | 34                                                | 47                                                |
| Temp. máx. media (°C)                             | 29                                                | 29                                                | 31                                                | 32                                                | 34                                                | 37                                                | 41                                                | 39                                                | 36                                                | 33                                                | 31                                                | 29                                                | 33.4                                              |
| Temp. mín. media (°C)                             | 23                                                | 24                                                | 25                                                | 26                                                | 28                                                | 30                                                | 31                                                | 29                                                | 29                                                | 27                                                | 25                                                | 23                                                | 26.7                                              |
| Temp. mín. abs. (°C)                              | 19                                                | 18                                                | 21                                                | 21                                                | 21                                                | 23                                                | 22                                                | 22                                                | 23                                                | 21                                                | 18                                                | 17                                                | 17                                                |
| Lluvias (mm)                                      | 10                                                | 13                                                | 25                                                | 13                                                | 5                                                 | 0                                                 | 3                                                 | 8                                                 | 8                                                 | 10                                                | 23                                                | 13                                                | 131                                               |
| Días de lluvias (≥ 1 mm)                          | 3                                                 | 2                                                 | 2                                                 | 1                                                 | 1                                                 | 0                                                 | 1                                                 | 1                                                 | 1                                                 | 1                                                 | 2                                                 | 2                                                 | 17                                                |
| Fuente: BBC Weather                               |                                                   |                                                   |                                                   |                                                   |                                                   |                                                   |                                                   |                                                   |                                                   |                                                   |                                                   |                                                   |                                                   |

## Economía
La economía de Yibuti está basada principalmente en servicios relacionados con la localización estratégica del país y su condición de zona de libre comercio en el noreste africano. Dos tercios de sus habitantes habitan la ciudad capital. La reducida precipitación limita la producción de productos agrícolas, por lo que la mayoría de los alimentos deben ser importados.
El sector del turismo está creciendo mucho. El país cuenta con una gran cantidad de argumentos para atraer a más turistas en su territorio.
El puerto de Yibuti es el más grande en la región desde su creación. Puerta de entrada al Canal de Suez, el Mar Rojo y el Océano Índico.
En octubre de 2016 se inauguró el ferrocarril Adís Abeba-Yibuti. Es un ferrocarril electrificado de ancho de vía internacional estándar que une la capital de Etiopía, con el puerto de Yibuti en el golfo de Adén, proporcionando acceso ferroviario al mar a Etiopía. Más del 95% del comercio de Etiopía pasa por Yibuti, representando el 70% de la actividad en el puerto de Yibuti. El ferrocarril de ancho estándar sustituye al antiguo ferrocarril de vía métrica de Adís Abeba a Yibuti que fue abandonado en 2006, y que había sido construido por los franceses entre 1894 y 1917.

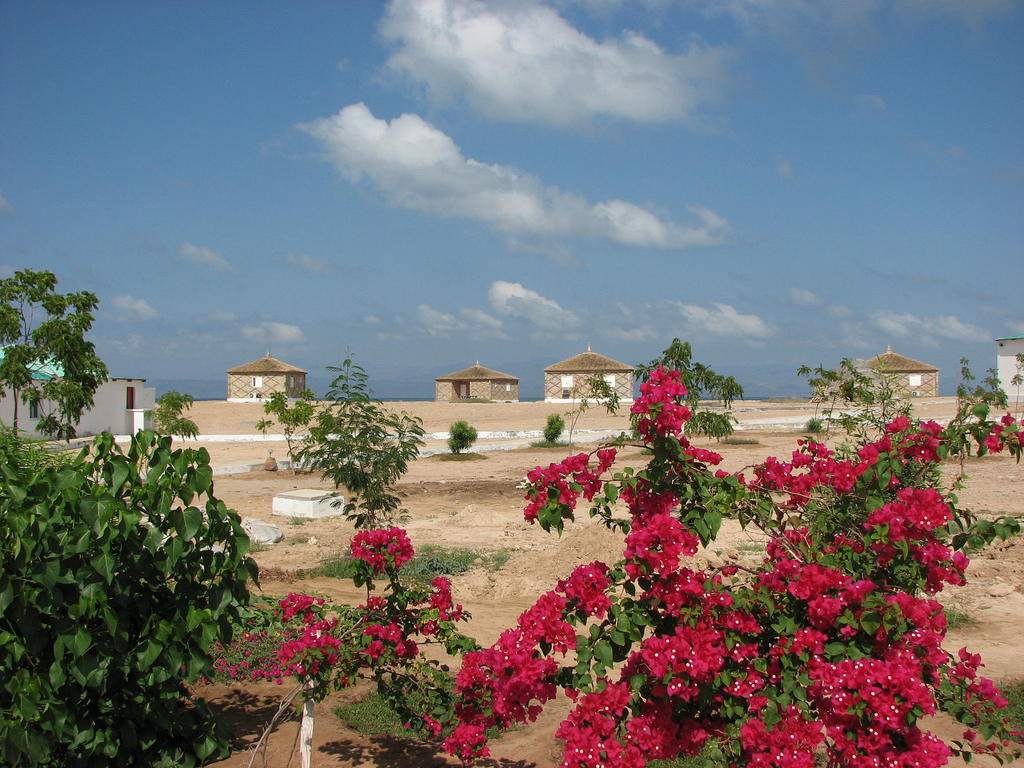
La Isla Moucha en Yibuti

Hay muy pocos recursos naturales, aunque están muy bien aprovechados ya que desde el 2004 han proliferado las empresas de deportes de aventuras en la zona montañosa del país. Entre las actividades ofertadas en las zonas desérticas se pueden realizar excursiones en boogie, quad y camello. Francia tiene su mayor base militar en territorio extranjero en Yibuti. El país también es un centro de suministro de petróleo.
Tres cuartas partes de los yibutianos viven con el equivalente a menos de tres dólares al día.

### Turismo
El turismo en Yibuti es uno de los sectores económicos en auge del país y es una industria que genera entre 53.000 y 73.000 llegadas al año, gracias a sus favorables playas y clima y también a las islas y playas del golfo de Tadjoura y la Bab al-Mandab. Las principales actividades turísticas son el submarinismo, la pesca, el senderismo y el excursionismo, el descubrimiento del modo nómada, la observación de aves y el sol, mar y arena.

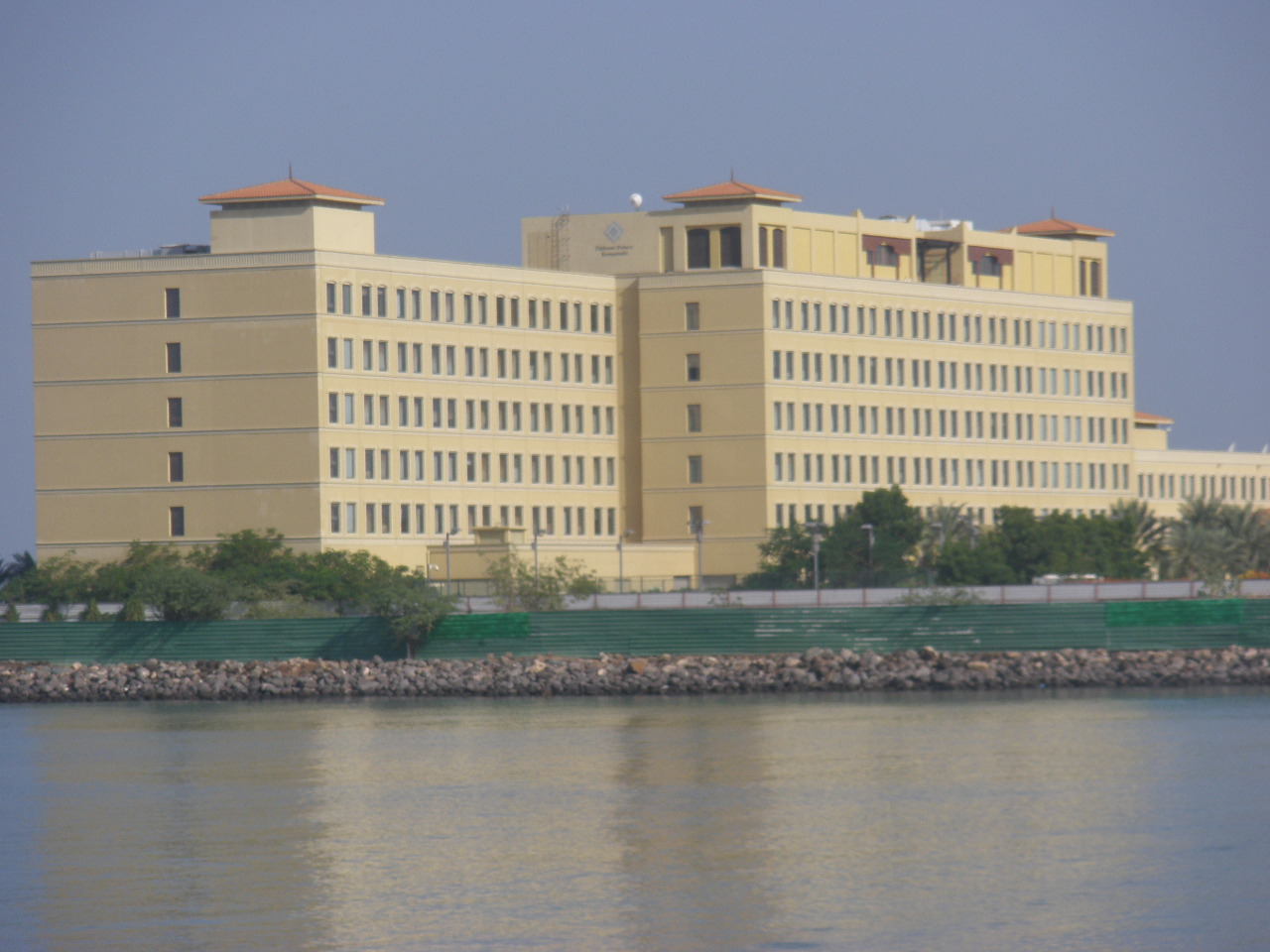
El Hotel Djibouti Kempinski Palace

En Goubbet-al-Kharab, cerca del extremo occidental del golfo de Tadjoura, hay escarpados acantilados y una bahía que se tiñó de verde oscuro por la lava negra. Varios volcanes activos se encuentran tierra adentro. Otra atracción turística popular es el Parque Nacional del Bosque Diurno para la conservación de árboles raros en el monte Goda. Cerca de la ciudad de Ali Sabieh se encuentran las famosas montañas rojas y un parque nacional lleno de numerosas gacelas. Las llanuras costeras, las cordilleras y las mesetas volcánicas del país conforman un paisaje pintoresco. Algunas atracciones locales populares son el Palacio Presidencial, el Mercado Central, las islas Maskali, la isla Moucha, el lago Abbe y el lago Assal. Las costas de Yibuti albergan numerosas playas frecuentadas por bañistas y otros visitantes.

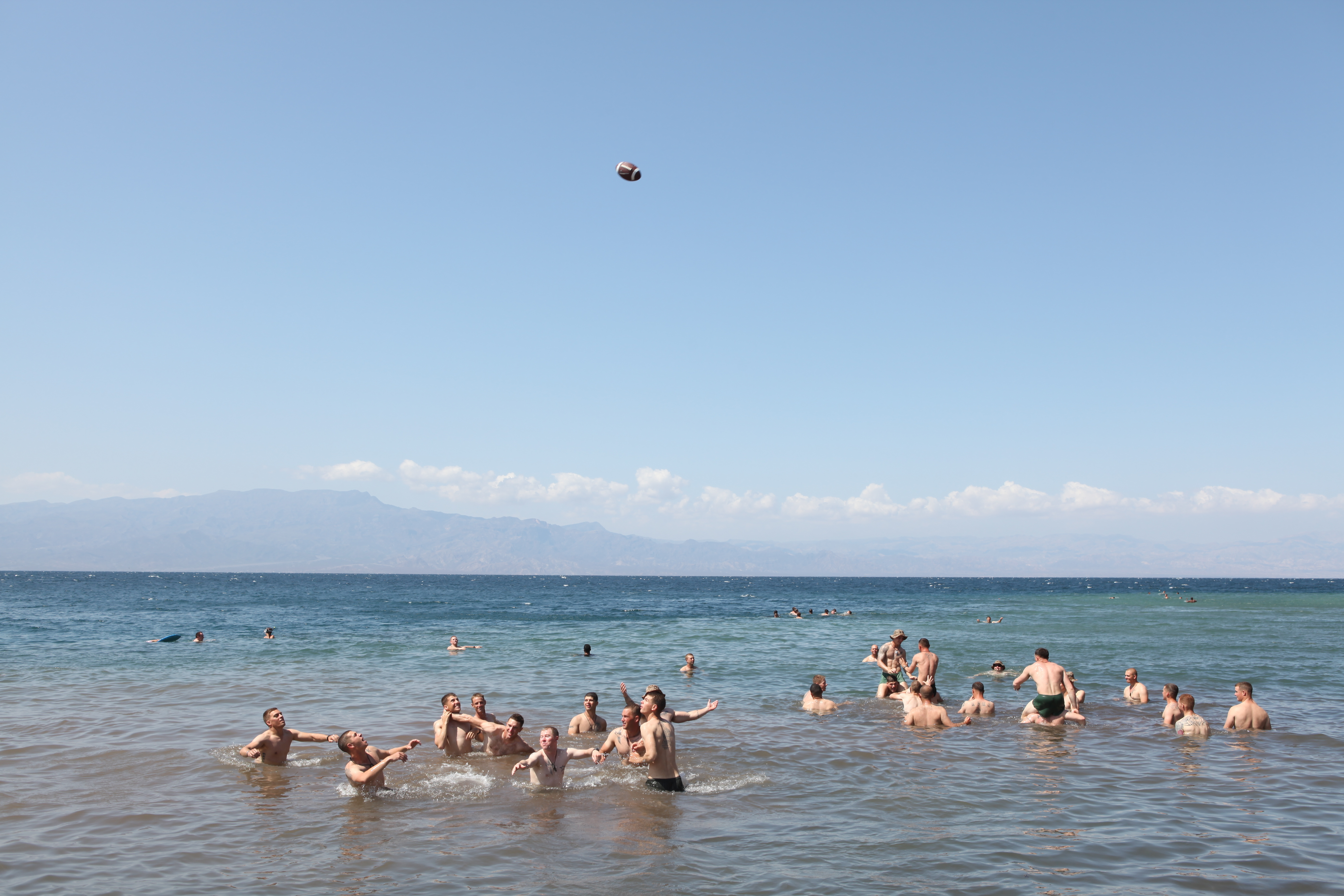
Soldados estadounidenses en un playa de Yibuti

El gobierno yibutiense, consciente del gran potencial de desarrollo del turismo nacional, toma diversas medidas para ello; por ejemplo, la máxima de facilitar la inversión extranjera en infraestructuras turísticas. Se da prioridad a la construcción de hoteles y a la construcción de carreteras que cumplan las últimas normas internacionales
La industria turística de Yibuti está regulada por el Ministerio de Comercio y Turismo. Según la OMT, el número anual de turistas que visitan el país es incierto. Sin embargo, el turismo internacional generó localmente unos ingresos de 21 millones de dólares en 2012.
Según datos de la Oficina Nacional de Turismo de Yibuti (ONTD), casi la mitad de los visitantes, el 48%, procedían de Francia, y el 21% de otros países europeos. El tercer grupo más numeroso procedía de los países del Golfo. Los visitantes de África sólo representaron el 6%, la mayoría procedentes de Etiopía. Por último, los visitantes de Asia y Norteamérica representaron porcentajes menores, del 5% y el 3%, respectivamente.
Las infraestructuras dificultan que los turistas viajen de forma independiente y los costes de las excursiones privadas son elevados. Desde la reapertura de la línea de tren de Adís Abeba a Yibuti en enero de 2018, también se han reanudado los viajes por tierra. Las dos principales maravillas geológicas de Yibuti, el lago Abbe y el lago Assal, son los principales destinos turísticos del país. Ambos lugares atraen cada año a cientos de turistas en busca de lugares remotos que no son visitados por muchos.

## Transporte

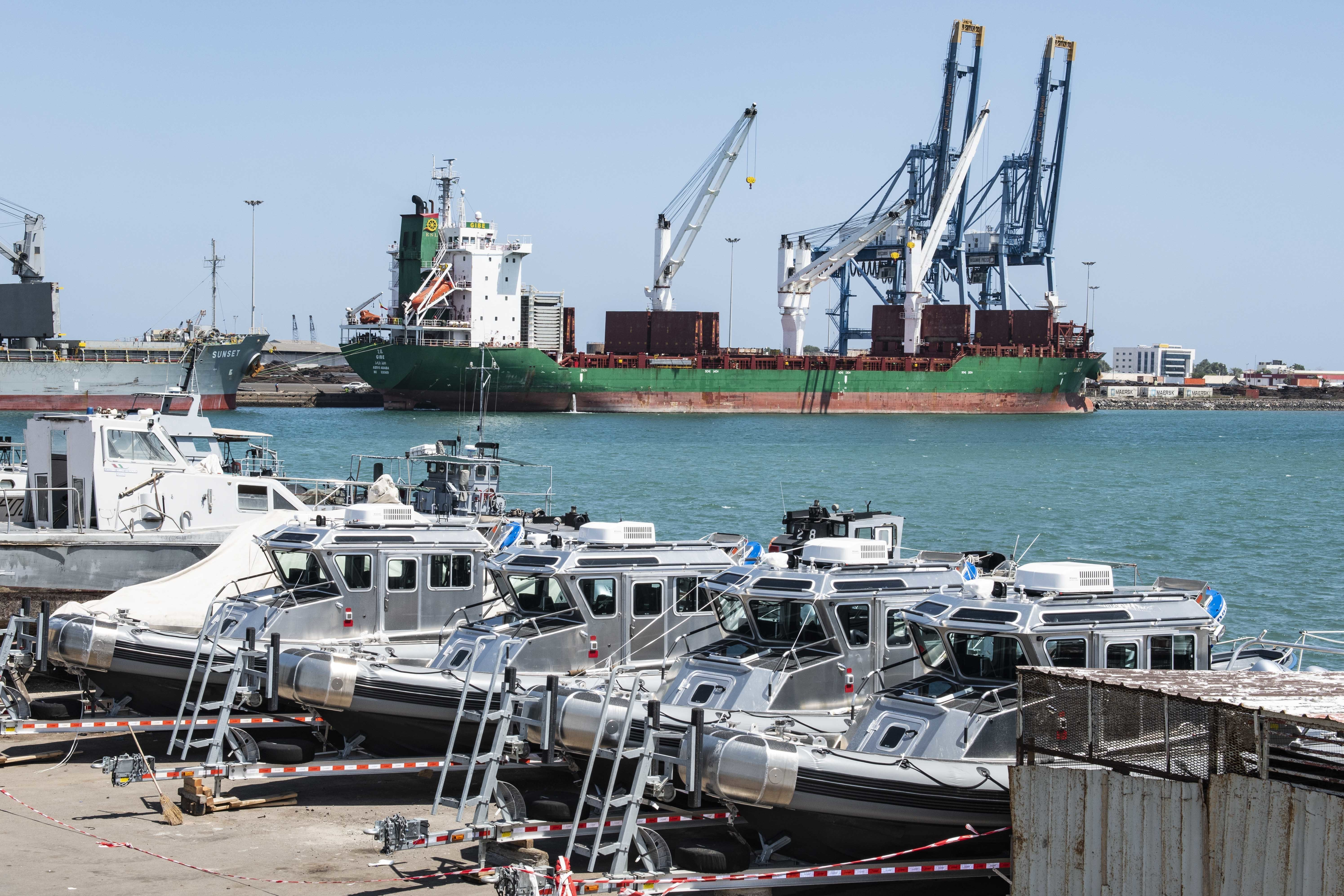
Puerto de la ciudad de Yibuti

La longitud total de la red ferroviaria de Yibuti es de 106 km. Se trata de una parte del Ferrocarril Yibuti-Etiopía (CDE), para una longitud total de 784 km.
Yibuti y Etiopía planean revitalizar esta línea, inaugurada en 1917 para unir sus dos capitales, y prevén adjudicarla a un grupo privado para modernizarla y mejorar su explotación.
El 2 de abril de 2008, el Ministerio de Obras Públicas y Transportes de la República de Yibuti y la empresa de ingeniería ferroviaria Systra firmaron un acuerdo para realizar un estudio de viabilidad de un enlace ferroviario de 11 km entre el nuevo puerto de Doraleh y la línea ferroviaria existente. Este estudio está financiado íntegramente por la Agence Française de Développement. Tras el estudio, se firmó un memorando de acuerdo entre el Gobierno de Yibuti y un grupo chino, China Railway International, que construirá el enlace con un coste estimado de 36,31 millones de dólares, con un plazo de 24 meses a partir de la fecha de pago del anticipo que permitirá iniciar las obras.
La empresa india Overseas Infrastructure Alliance Private Limited (OIA) se encargó de modernizar este importante enlace ferroviario entre ambos países.
En 2013 comenzó la construcción de una nueva línea ferroviaria electrificada que enlazará con la nueva línea en construcción en Etiopía hasta Addis Abeba. La línea está financiada por un préstamo de 600 millones de dólares del Banco de Exportación e Importación de China, y construida por la China Civil Engineering Construction Corporation (CCECC).

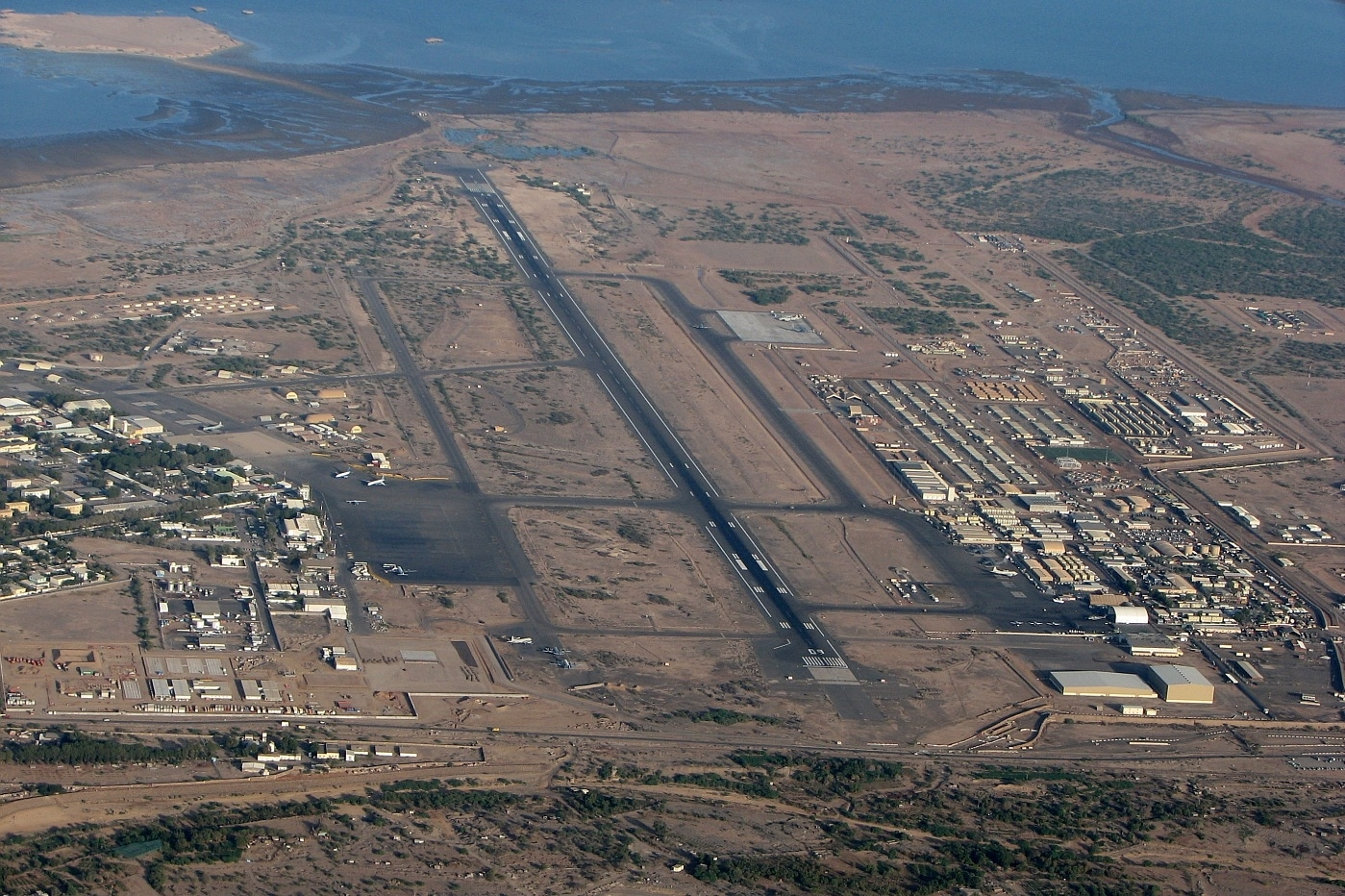
Aeropuerto Internacional de Yibuti

El puerto de Yibuti es la principal actividad económica del país. Los ingresos del puerto aportan el 25% de los recursos del Estado. Se amplió en 2002 con la construcción del puerto petrolero y de contenedores de Doraleh.
El puerto de Yibuti es la principal salida marítima de Etiopía, país sin salida al mar desde su independencia de Eritrea en 1993. El 90% del tráfico se realiza por carretera. Los transbordadores pasan por el golfo de Tadjoura desde Yibuti capital a Tadjoura. El puerto de Doraleh es la terminal del nuevo ferrocarril Addis Abeba-Djibouti. Además del puerto de Doraleh, que se ocupa de la carga general y las importaciones de petróleo, Yibuti (2018) cuenta con otros tres puertos importantes para la importación y exportación de productos a granel y ganado, el puerto de Tadjourah (potasa), el puerto de Damerjog (ganado) y el puerto de Goubet (sal). Casi el 95% de las importaciones y exportaciones etíopes pasan por puertos yibutianos.
El sistema de carreteras de Yibuti se denomina según la clasificación de las carreteras. Las carreteras consideradas primarias son las que están totalmente asfaltadas (en toda su longitud) y, en general, transportan el tráfico entre las principales ciudades de Yibuti.
Yibuti forma parte de la Ruta Marítima de la Seda del siglo XXI, que va desde la costa china hasta la región del Alto Adriático, con sus conexiones con Europa Central y Oriental

## Demografía

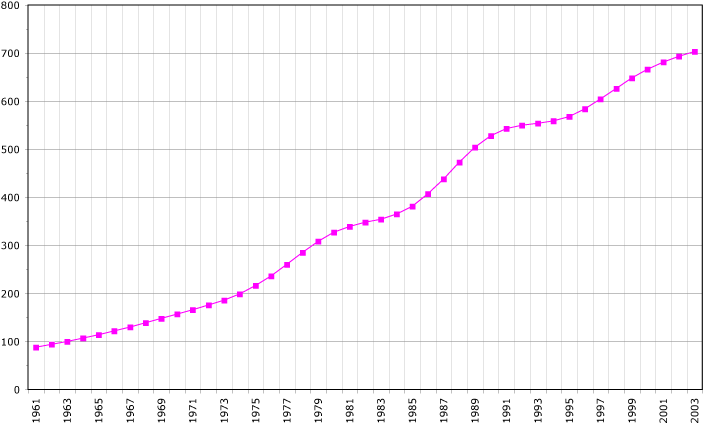
Evolución demográfica.

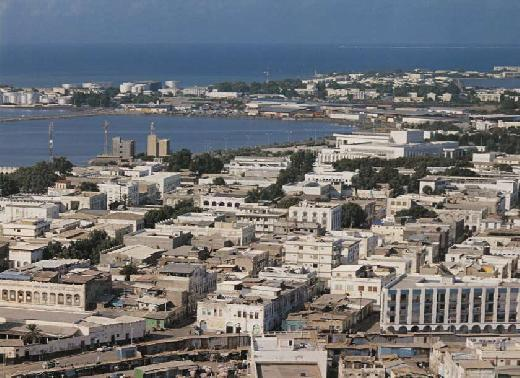
Vista aérea de la ciudad de Yibuti, capital de Yibuti.

En 2023, la población fue de 1,136,455 habitantes, con un crecimiento anual de 1.4%. Es un país multiétnico. La población local creció rápidamente durante la segunda mitad del siglo XX, pasando de unos 83.000 en 1960 a alrededor de 846.000 en 2016. Los dos grupos étnicos más grandes son el somalí (60%) y el afar (35%). El componente del clan somalí está compuesto principalmente por los Issas, un sub-clan del Dir. El 5% restante de la población de Yibuti se compone principalmente de árabes, etíopes y europeos (franceses e italianos). Aproximadamente el 76% de los residentes locales son habitantes urbanos, residentes en su gran mayoría en la capital; el resto son pastores.

### Educación
La educación en Yibuti está fuertemente influida por la francesa. Aunque el gobierno puso todos sus esfuerzos en mejorar la educación del país durante los noventa, el sistema educativo está todavía por debajo de las expectativas de la población y de las necesidades de desarrollo de la nación. Actualmente hay 81 escuelas primarias públicas, 24 escuelas primarias privadas, doce escuelas secundarias y dos escuelas vocacionales en Yibuti. El 80% de la población está alfabetizada, los hombres en un 70% y las mujeres en un 85% en 2010.
La educación es una prioridad para el gobierno de Yibuti. Desde 2009, destina el 20,5% de su presupuesto anual a la enseñanza escolar.

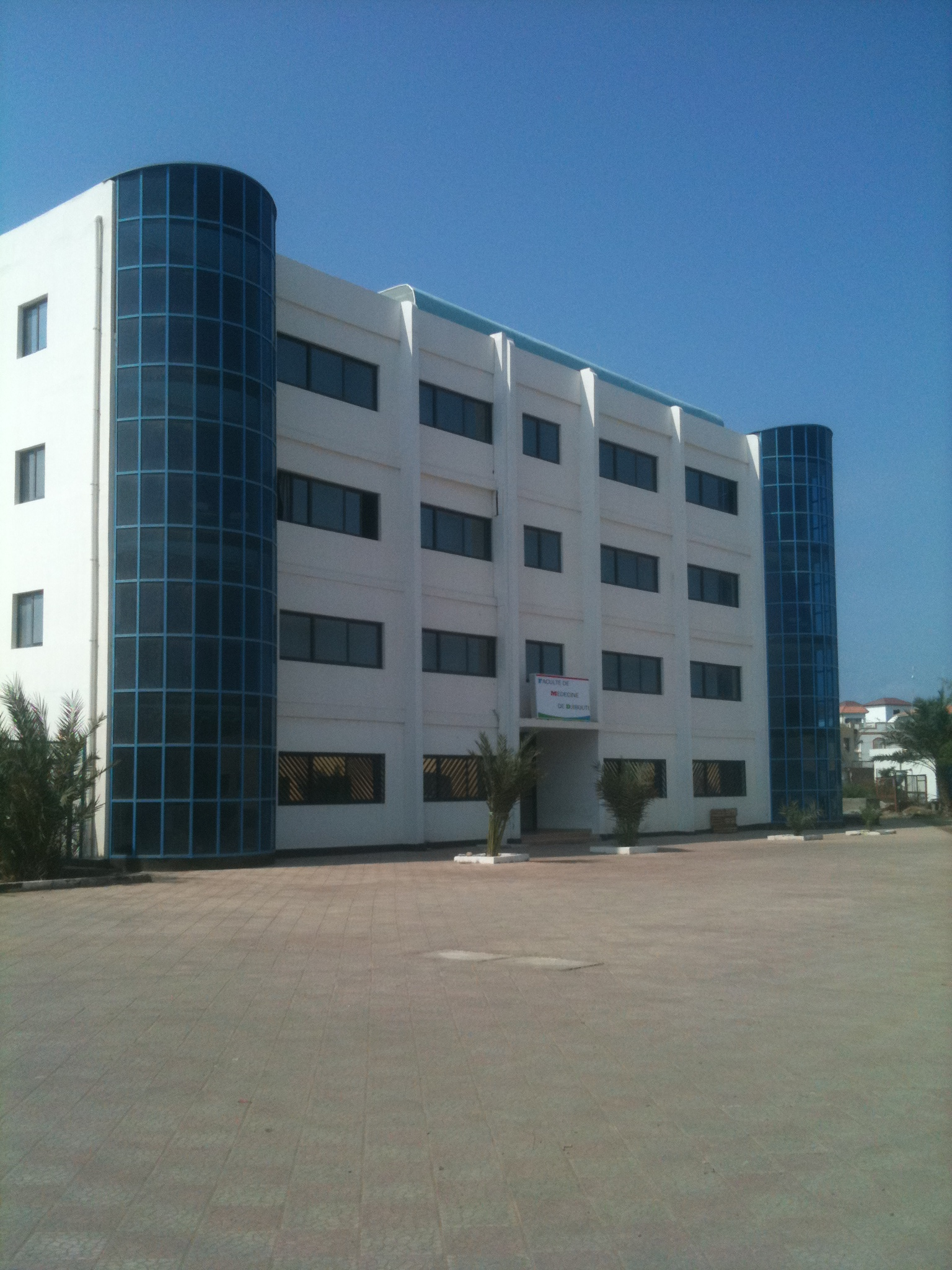
Facultad de Medicina de la Universidad de Yibuti

El sistema educativo yibutiano se concibió inicialmente para atender a una base limitada de alumnos. Como tal, el marco escolar era en gran medida elitista y se basaba considerablemente en el paradigma colonial francés, que no se adaptaba a las circunstancias y necesidades locales.
A finales de los años 90, las autoridades yibutianas revisaron la estrategia educativa nacional y pusieron en marcha un amplio proceso de consulta en el que participaron funcionarios de la administración, profesores, padres, miembros de la asamblea nacional y ONG. La iniciativa identificó las áreas que necesitaban atención y elaboró recomendaciones concretas sobre cómo proceder para mejorarlas. Posteriormente, el gobierno preparó un amplio plan de reforma destinado a modernizar el sector educativo durante el periodo 2000-2010.En agosto de 2000 aprobó una ley oficial de planificación de la educación y elaboró un plan de desarrollo a medio plazo para los cinco años siguientes. El sistema académico fundamental se reestructuró considerablemente y se hizo obligatorio; ahora consta de cinco años de primaria y cuatro de secundaria. Los centros de secundaria también exigen un Certificado de Educación Fundamental para la admisión. Además, la nueva ley introdujo la enseñanza profesional de nivel secundario y estableció centros universitarios en el país.
Como resultado de la Ley de Planificación de la Educación y de la estrategia de acción a medio plazo, se han registrado avances sustanciales en todo el sector educativo. En particular, las tasas de matriculación, asistencia y permanencia en la escuela han aumentado de forma constante, con algunas variaciones regionales. De 2004 a 2005 y de 2007 a 2008, la matriculación neta de niñas en primaria aumentó un 18,6%; la de niños, un 8,0%.Las matriculaciones netas en secundaria durante el mismo periodo aumentaron un 72,4% para las chicas y un 52,2% para los chicos. En secundaria, la tasa de aumento de las matriculaciones netas fue del 49,8% para las chicas y del 56,1% para los chicos.
El gobierno yibutiano se ha centrado especialmente en el desarrollo y la mejora de la infraestructura institucional y el material didáctico, incluida la construcción de nuevas aulas y el suministro de libros de texto. En el nivel postsecundario, también se ha hecho hincapié en la formación de profesores cualificados y en animar a los jóvenes no escolarizados a seguir una formación profesional. En 2012, la tasa de alfabetización en Yibuti se estimaba en un 70%.
Entre las instituciones de enseñanza superior del país se encuentra la Universidad de Yibuti.
Tadjourah ha sido un centro de estudios islámicos al menos desde principios del siglo XIX. Algunos de sus profesores son mujeres.
Los primeros centros educativos de Yibuti fueron creados por misioneros en 1885, primero en Obock y luego en Yibuti. En 1902, los Hermanos del Instituto Saint-Gabriel abrieron una escuela. En 1906, la Alianza Francesa se hizo cargo de la escuela masculina y las monjas de la femenina. La primera escuela primaria pública se inauguró en 1922. En los años 30, había una escuela hebrea. En 1938, se creó una escuela para los hijos de los ferroviarios franco-etíopes.
En Tadjourah, la primera escuela primaria se abrió en 1932. En 1939, se abrió una escuela primaria en Dikhil y una escuela religiosa en Ali Sabieh.
En 1945, había cuatro escuelas primarias en la zona, dos de ellas en la capital, y una escuela católica. También había escuelas coránicas, que precedían al ingreso en la escuela primaria, a la que los niños accedían en torno a los 11 años.

Tras la Segunda Guerra Mundial, Saïd Ali Coubèche financió la creación de una escuela franco-musulmana. También hubo una escuela de los Hermanos (Charles de Foucauld) y una escuela dirigida por las Hermanas Franciscanas de Calais en los años cincuenta.

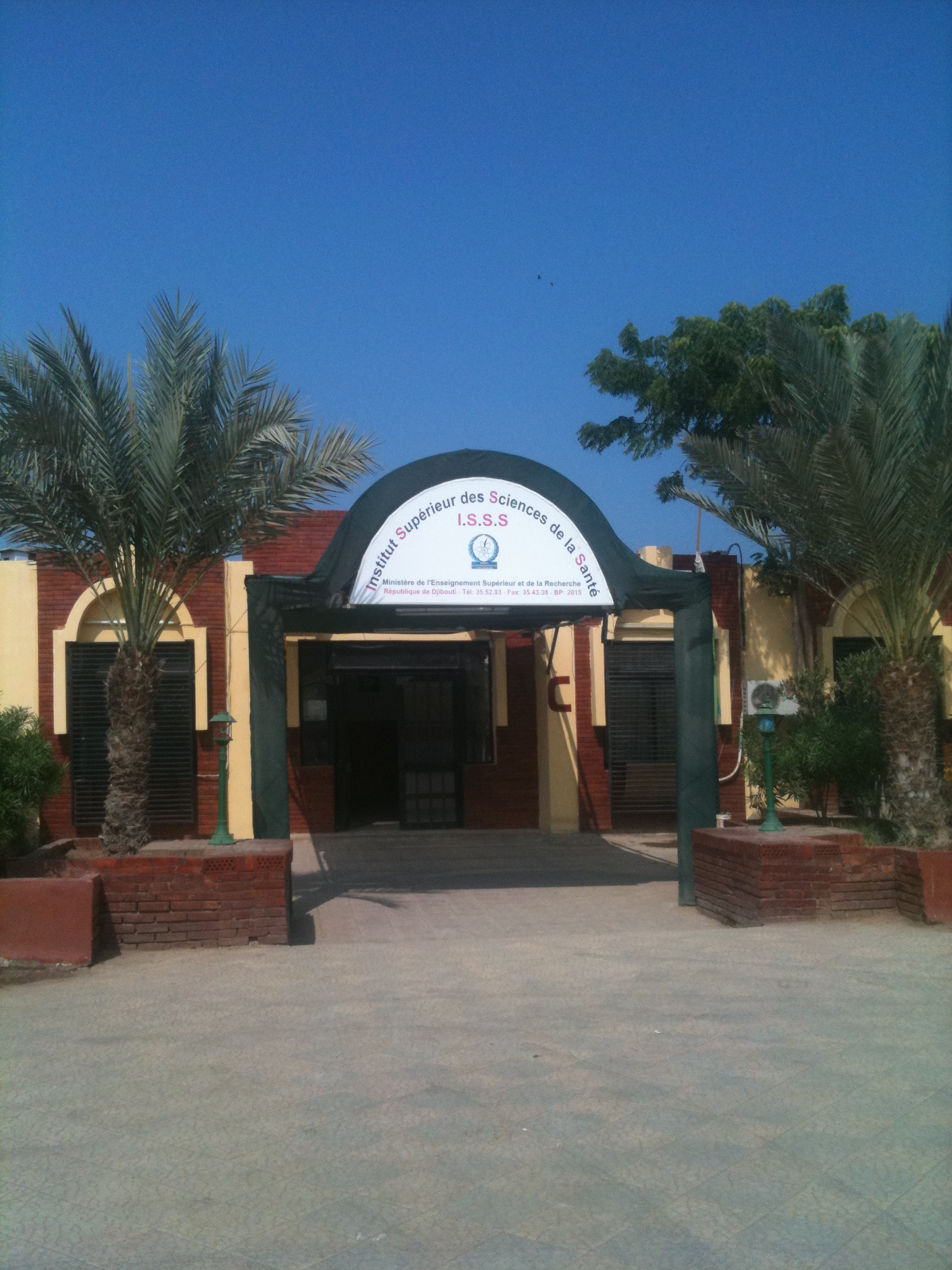
Entrada al Instituto Superior de Ciencias de la Salud de la Facultad de Medicina de Yibuti (Institut Supérieur des Sciences de la Santé)

### Salud
En 2022, se registró una esperanza de vida de 63 años para hombres y mujeres. Hay un promedio de 2,71 hijos por mujer. En el país hay alrededor de 18 médicos por cada 100.000 personas.
Según datos de la ONU del 2010 la tasa de mortalidad de las madres en el parto es de 300 por cada 100.000 nacimientos, siendo que en 2008 era de 461,6 y en 1990 era de 606,5. La tasa de mortalidad infantil era de 95 por cada 1000 nacidos. El número de parteras es de 6 por cada 1000 nacimientos, mientras que en 1993 era de 1, lo cual demuestra el gran riesgo que corren las madres embarazadas.
En comparación con otros países de África, Yibuti está en parte libre de la epidemia de casos de sida, se calcula que el 2% de la población está infectada con el virus de VIH, la mayoría extranjeros.
Alrededor del 93,1% de las mujeres y niñas de Yibuti han sufrido la mutilación genital femenina (MGF, a veces denominada «circuncisión femenina»), una costumbre prematrimonial endémica principalmente del noreste de África y partes de Oriente Próximo. Aunque la ley la prohibió en 1994, se sigue practicando ampliamente, ya que está profundamente arraigada en la cultura local. Fomentada y practicada por las mujeres de la comunidad, la MGF tiene como principal objetivo disuadir de la promiscuidad y ofrecer protección frente a las agresiones.
Al parecer, alrededor del 94% de la población masculina de Yibuti también se ha sometido a la circuncisión masculina, una cifra acorde con la adhesión al Islam, que así lo exige.

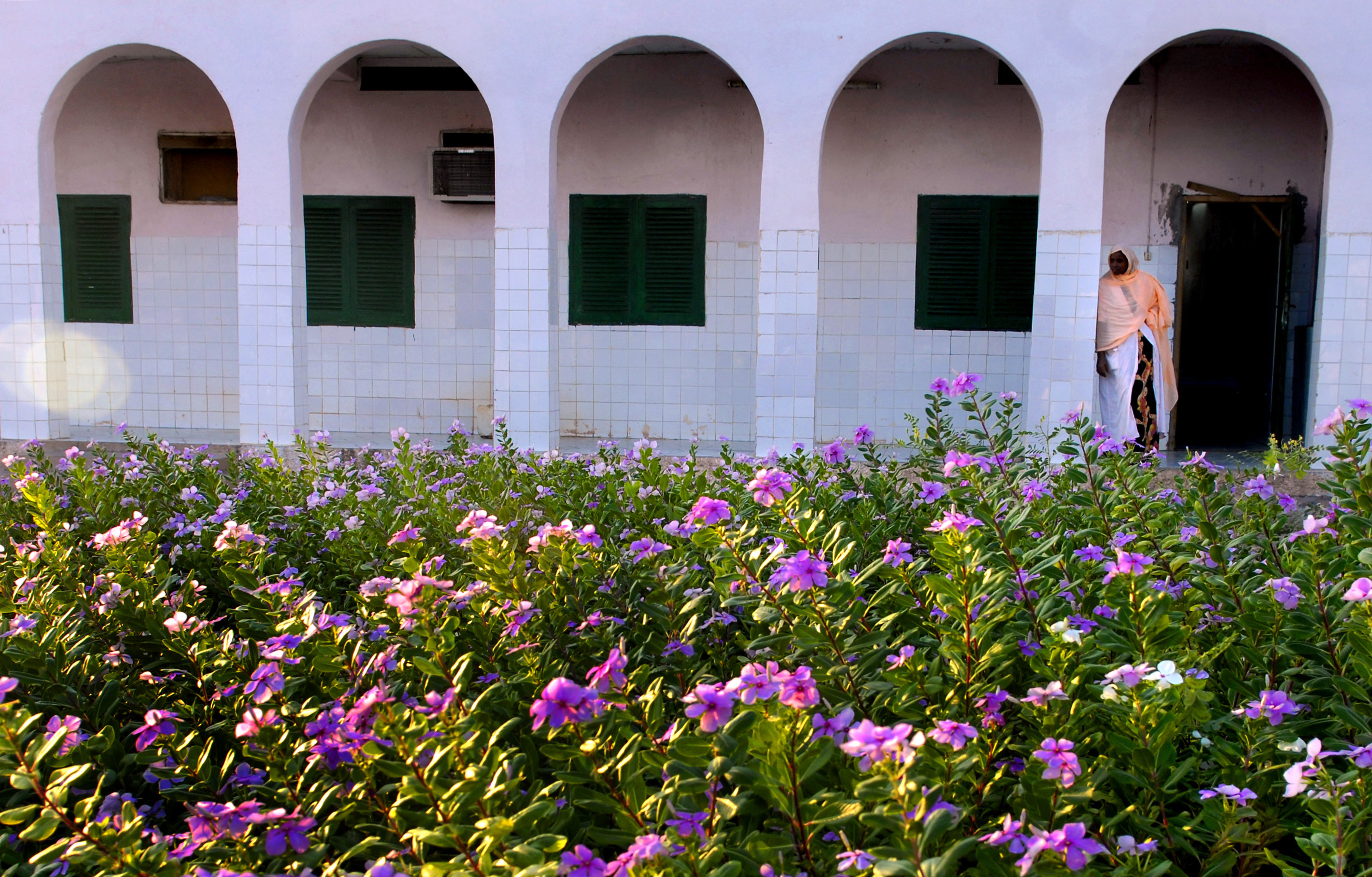
Hospital en Tadjoura, Yibuti

El primer centro sanitario de Yibuti fue inaugurado en 1897 por la Compañía de Ferrocarriles Etíopes, que posteriormente fue adquirida por el Estado en 1901. Se amplió con un centro para enfermos de tuberculosis e incluyó 12 nuevas camas para indigentes médicos. En 1949, el número de camas aumentó a 330. Además, se añadió un laboratorio y la posibilidad de tratar a pacientes con enfermedades pulmonares. Las instalaciones se ampliaron de nuevo en 1953, añadiendo una unidad quirúrgica que llevaba el nombre de Guibert Germain y una unidad de transfusión sanguínea. El hospital fue rebautizado en 1955 con el nombre del General Peltier para conmemorar su servicio como médico jefe durante 25 años. Ese mismo año se añadieron más quirófanos. Las instalaciones se ampliaron de nuevo en 1968 para incluir una sala de maternidad con 35 camas y 30 camas para oftalmología y otorrinolaringología.
Se calcula que en 2010 había 23 médicos y 80 enfermeros por cada 100.000 habitantes. Dado que la asistencia sanitaria en la región es tan deficiente, más de un tercio de los beneficiarios de la sanidad son inmigrantes. La atención sanitaria es mejor en la capital; fuera de ella está limitada por las malas infraestructuras, la escasez de equipos y la falta de personal cualificado.

En 2019 había 56 centros médicos en Yibuti, entre hospitales, centros médicos y puestos de salud.

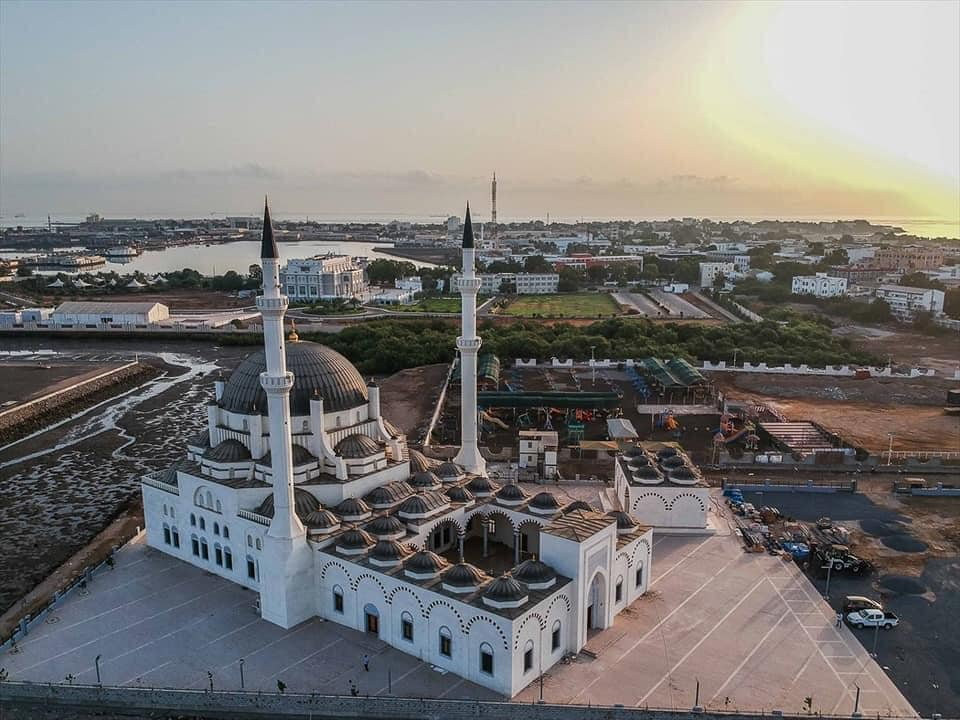
Mezquita de Abdülhamid II, la más grande de Yibuti fue construida con ayuda de Turquía

### Religión
La población de Yibuti es predominantemente musulmana. En 2012, el 94% de la población era musulmana, mientras que el 6% restante era cristiano.
El Islam entró en la región muy pronto, ya que un grupo de musulmanes perseguidos buscó refugio al otro lado del Mar Rojo, en el Cuerno de África, a instancias del profeta islámico Mahoma. En 1900, durante la primera parte de la era colonial, prácticamente no había cristianos en los territorios, con sólo unos 100-300 seguidores procedentes de las escuelas y orfanatos de las escasas misiones católicas de la Somalilandia francesa. 
La Constitución de Yibuti designa al Islam como única religión del Estado, y también establece la igualdad de los ciudadanos de todas las confesiones (artículo 1) y la libertad de práctica religiosa (artículo 11). La mayoría de los musulmanes locales se adhieren a la confesión suní, siguiendo la escuela shafií. Los musulmanes no confesionales pertenecen en su mayoría a órdenes sufíes de diversas escuelas. Según el Informe Internacional sobre Libertad Religiosa 2008, aunque los musulmanes yibutianos tienen derecho legal a convertirse o casarse con alguien de otra confesión, los conversos pueden encontrarse con reacciones negativas de su familia y clan o de la sociedad en general, y a menudo sufren presiones para volver al Islam.

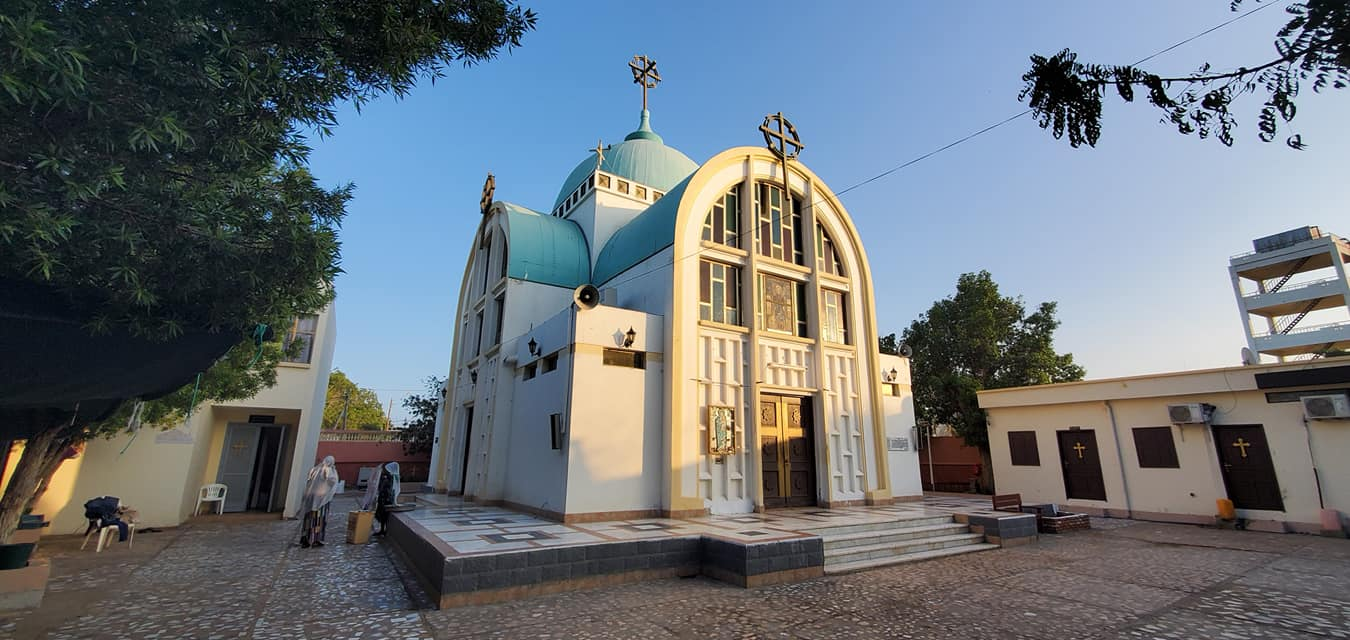
Una iglesia Ortodoxa Etíope en Yibuti

La diócesis de Yibuti atiende a la población católica local, que en 2006 se estimaba en unas 7.000 personas.
El cristianismo es la religión del 6% (~ 25.000) de la población de Yibuti (923.000 - est. julio 2012). Los cristianos son en su mayoría de ascendencia etíope y europea. La mayoría son etíopes ortodoxos o católicos romanos. La Constitución de Yibuti incluye la libertad religiosa, aunque el Islam es la religión del Estado. Existe una actitud tolerante entre las religiones en general. No está permitido hacer proselitismo de ninguna confesión en público
El cristianismo llegó a Yibuti durante el dominio aksumita, que parece haber incluido una región bastante más amplia, posiblemente la costa desde el actual Sudán hasta Yibuti.
El 3,2% de la población es cristiana ortodoxa. Entre el 0,07% y el 1% de la población (unas 4.767 personas) eran protestantes. Según la Enciclopedia Cristiana Mundial, entre otras confesiones están la Eglise Protestante de Yibuti y la Iglesia Ortodoxa Griega. La Misión Menonita está activa en Yibuti. La Eglise Protestante Evangelique de Djibouti (conocida en español como Iglesia Protestante de Yibuti) se fundó en 1960. Trabaja, entre otras cosas, en la atención a los refugiados. Existe una parroquia de Yibuti de la Iglesia Nueva Apostólica.
Yibuti está incluida en la zona episcopal del Cuerno de África de la diócesis anglicana de Egipto, aunque actualmente no hay congregaciones en el país.

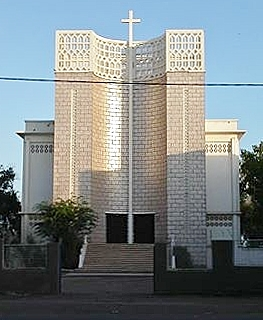
Catedral católica de Nuestra Señora del Buen Pastor, Yibuti

En 2015 había aproximadamente 7.000 católicos en Yibuti,  atendidos por 5 sacerdotes y 24 monjas. La única diócesis católica es la de Yibuti, dividida en cinco parroquias. Entre el 1% y el 2% de la población pertenece a esta diócesis. Yibuti mantiene relaciones diplomáticas con el Vaticano.
Hay varias confesiones protestantes en el país, como reformados, luteranos, baptistas, adventistas y menonitas. Para 1994 había un pequeño grupo Testigos de Jehová. También varios Testigos extranjeros se han mudado a este país y han dado un buen empuje a su labor de evangelizar.
En 2023, el país obtuvo una puntuación de 2 sobre 4 en libertad religiosa; los cristianos pueden practicar su culto, pero no se les permite hacer proselitismo.

### Idiomas
Las dos lenguas oficiales de la República de Yibuti son el francés y el árabe. El afar y el somalí se conocen como «lenguas nacionales». Junto con el oromo y el amárico en la ciudad de Yibuti, son las principales lenguas de la vida cotidiana.
Según el informe de 2018 de la Oficina de la Lengua Francesa (OLF), Yibuti es 50% francófona. El francés es la principal lengua de escolarización, desde la escuela primaria hasta la universidad, junto con el árabe.
En 2009, el somalí era hablado por 598.000 personas en la capital, el afar por 82.700 personas en Yibuti y el oromo por numerosos habitantes, a menudo procedentes de Etiopía.

En mayo de 2014, el francés era el idioma más utilizado en las publicaciones de Yibuti en Facebook, con un 82%, el inglés ocupaba el segundo lugar, con un 14%, y el árabe el tercero, con un 4%.

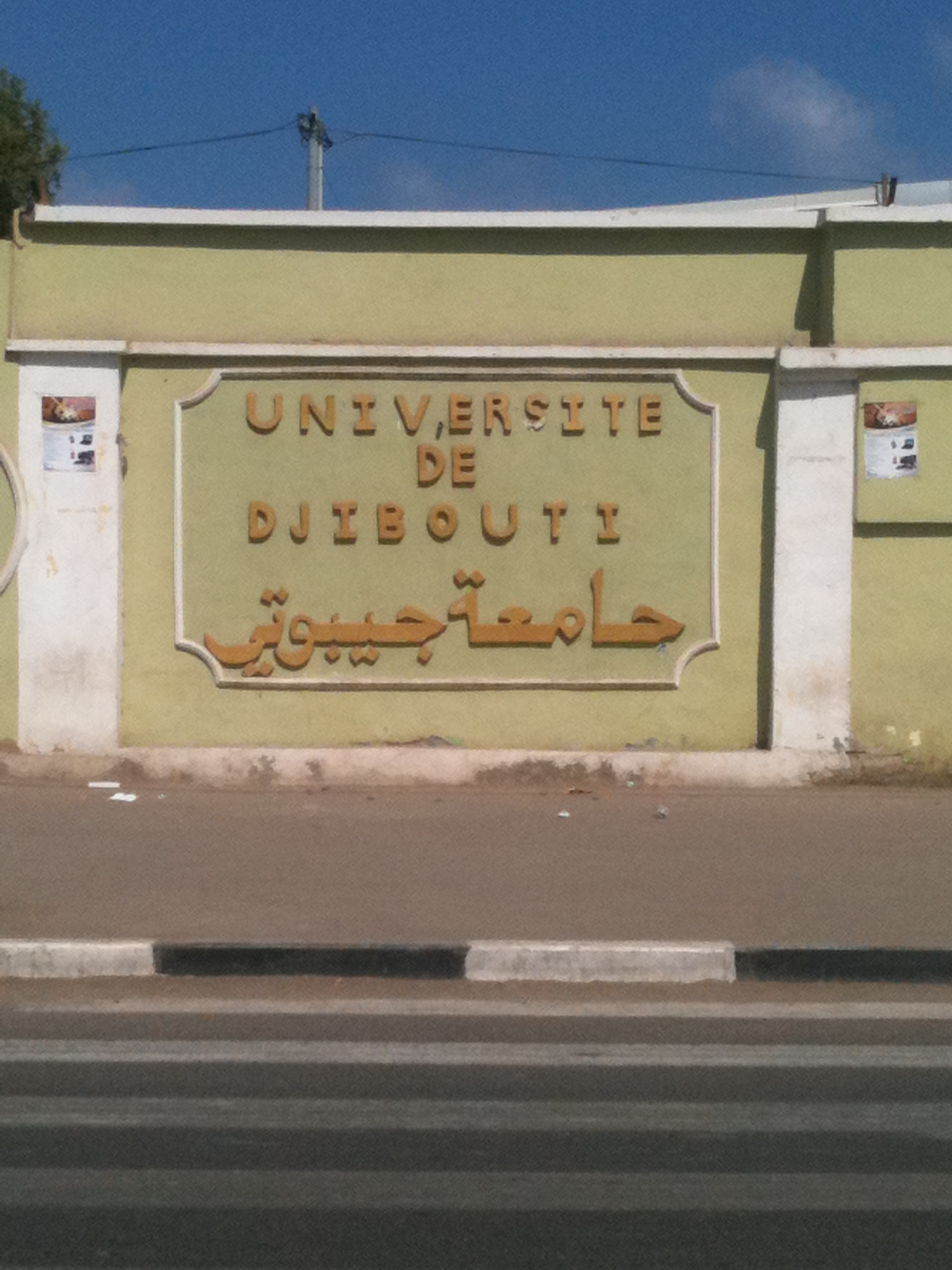
Un cartel bilingüe (Francés, Árabe) en Yibuti

En diciembre de 2014, la enciclopedia Wikipedia en inglés era la más consultada en Yibuti, con un 67% de las páginas vistas, probablemente sobre todo por los soldados estadounidenses sobre el terreno, que disponen de mejores conexiones a Internet que el resto de la población. La versión francesa es la segunda más consultada, con un 24% de las páginas vistas, seguida de la árabe, con un 14%, y la somalí, con un 1% de las páginas vistas.
La mayoría de los residentes locales hablan somalí (524.000 hablantes) y afar (306.000 hablantes) como primera lengua. Son las lenguas maternas de las etnias somalí y afar, respectivamente. Ambas lenguas pertenecen a la gran familia afroasiática cusítica. El somalí septentrional es el principal dialecto hablado en el país y en la vecina Somalilandia, a diferencia del somalí benadiri, que es el principal dialecto hablado en Somalia.

El árabe tiene importancia religiosa. En el ámbito formal, se utiliza el árabe moderno estándar. Coloquialmente, unos 59.000 residentes locales hablan el dialecto árabe Ta'izzi-Adeni, también conocido como árabe de Yibuti. El francés es la lengua nacional oficial. Heredada de la época colonial, es la principal lengua de enseñanza. Unos 17.000 yibutianos lo hablan como primera lengua. Las lenguas de los inmigrantes son el árabe omaní (38.900 hablantes), el amárico (1.400 hablantes) y el griego (1.000 hablantes).

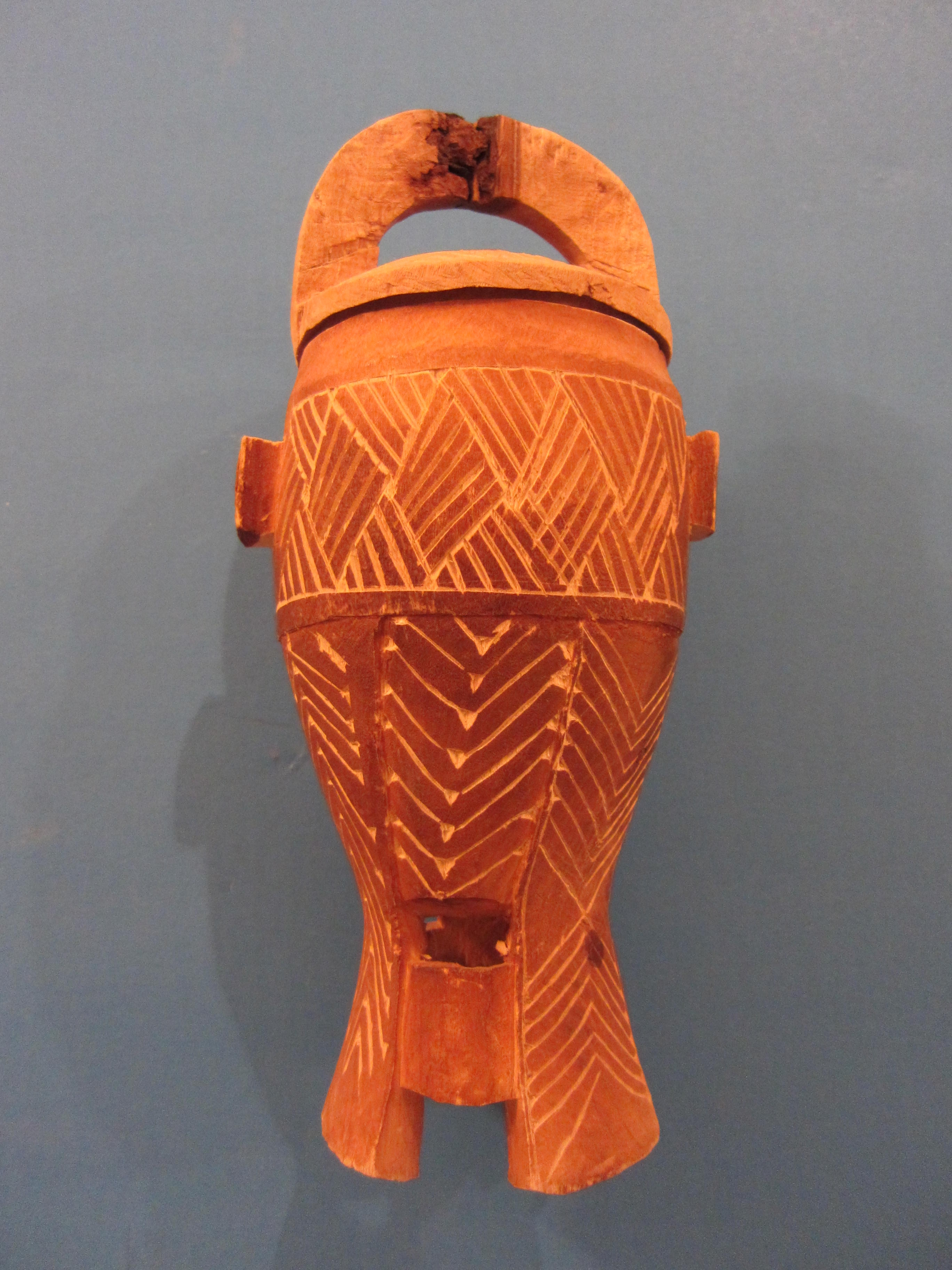
Jarrón tradicional tallado en madera procedente de la región de Tadjoura.

## Cultura
La cultura de Yibuti es muy parecida a la de sus vecinos. Además la larga dependencia de Francia ha dado rasgos propios a la cultura yibutiana. En cuanto a la música las mayores influencias provienen de la música etíope con elementos de música árabe. En Yibuti han nacido varios escritores de renombre internacional, que escriben generalmente en francés, valgan como ejemplos Mouna-Hodan Ahmed y Abdourahman Waberi, aunque este último es considerado somalí pese a haber nacido en Yibuti.
Aunque el francés y el árabe son los idiomas oficiales, además, el somalí y el afar están muy extendidos.

### Música
Los somalíes de Yibuti tienen un rico patrimonio musical centrado en el folclore tradicional somalí. La mayoría de las canciones somalíes son pentatónicas. Es decir, sólo utilizan cinco tonos por octava, en contraste con una escala heptatónica (de siete notas) como la escala mayor. A primera escucha, la música somalí puede confundirse con los sonidos de regiones cercanas como Etiopía, Sudán o la Península arábiga, pero al final se reconoce por sus propias melodías y estilos únicos. Las canciones somalíes suelen ser fruto de la colaboración entre letristas (midho), compositores (laxan) y cantantes (codka o «voz»). El balwo es un estilo musical somalí centrado en temas amorosos que es popular en Yibuti.
La música tradicional afar se asemeja a la música folclórica de otras partes del Cuerno de África, como Etiopía; también contiene elementos de la música árabe. La historia de Yibuti está registrada en la poesía y las canciones de su pueblo nómada, y se remonta miles de años atrás, cuando los pueblos de Yibuti comerciaban con pieles y cueros para obtener perfumes y especias del antiguo Egipto, India y China. La literatura oral afar también es muy musical. Presenta muchas variedades, como canciones de boda, de guerra, de alabanza y de jactancia.

### Literatura

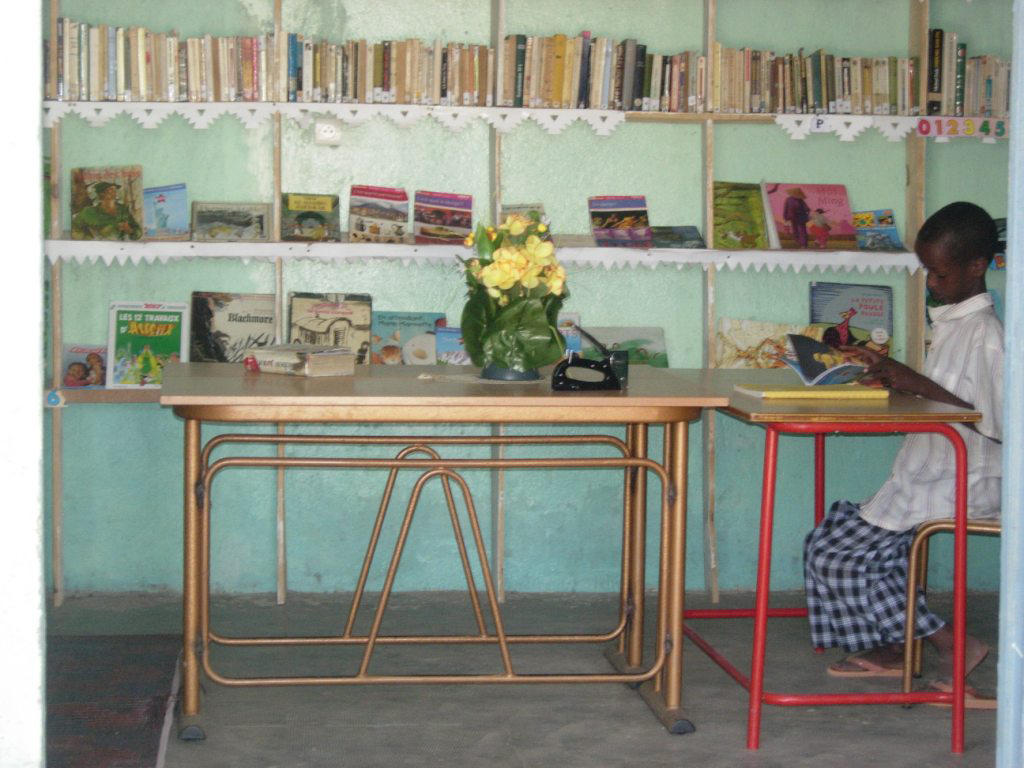
Un niño leyendo en la Biblioteca Alo Aska en Ali Sabieh

La literatura de Yibuti tiene una larga tradición poética. El gabay, el jiifto, el geeraar, el wiglo, el buraanbur, el beercade, el afarey y el guuraw son poemas somalíes muy desarrollados. El gabay (poema épico) es el de longitud y métrica más complejas, y a menudo supera los 100 versos. Se considera la marca del logro poético cuando un joven poeta es capaz de componer tales versos, y se considera la cumbre de la poesía. Tradicionalmente, grupos de memorizadores y recitadores (hafidayaal) propagaban esta forma artística tan desarrollada. 
Los poemas giran en torno a varios temas principales, como baroorodiiq (elegía), amaan (alabanza), jacayl (romance), guhaadin (diatriba), digasho (regodeo) y guubaabo (guía). El baroorodiiq se compone para conmemorar la muerte de un poeta o personaje destacado. Los afar conocen al ginnili, una especie de guerrero poeta y adivino, y poseen una rica tradición oral de cuentos populares. También poseen un amplio repertorio de canciones de batalla.
Además, Yibuti cuenta con una larga tradición de literatura islámica. Entre las obras históricas más destacadas se encuentra el Futuh Al-Habash medieval de Shihāb al-Dīn, que narra la conquista de Abisinia por el ejército del sultanato de Adal durante el siglo XVI. En los últimos años, varios políticos e intelectuales también han escrito memorias o reflexiones sobre el país.

### Telecomunicaciones y medios
Las telecomunicaciones en Yibuti dependen del Ministerio de Comunicaciones.

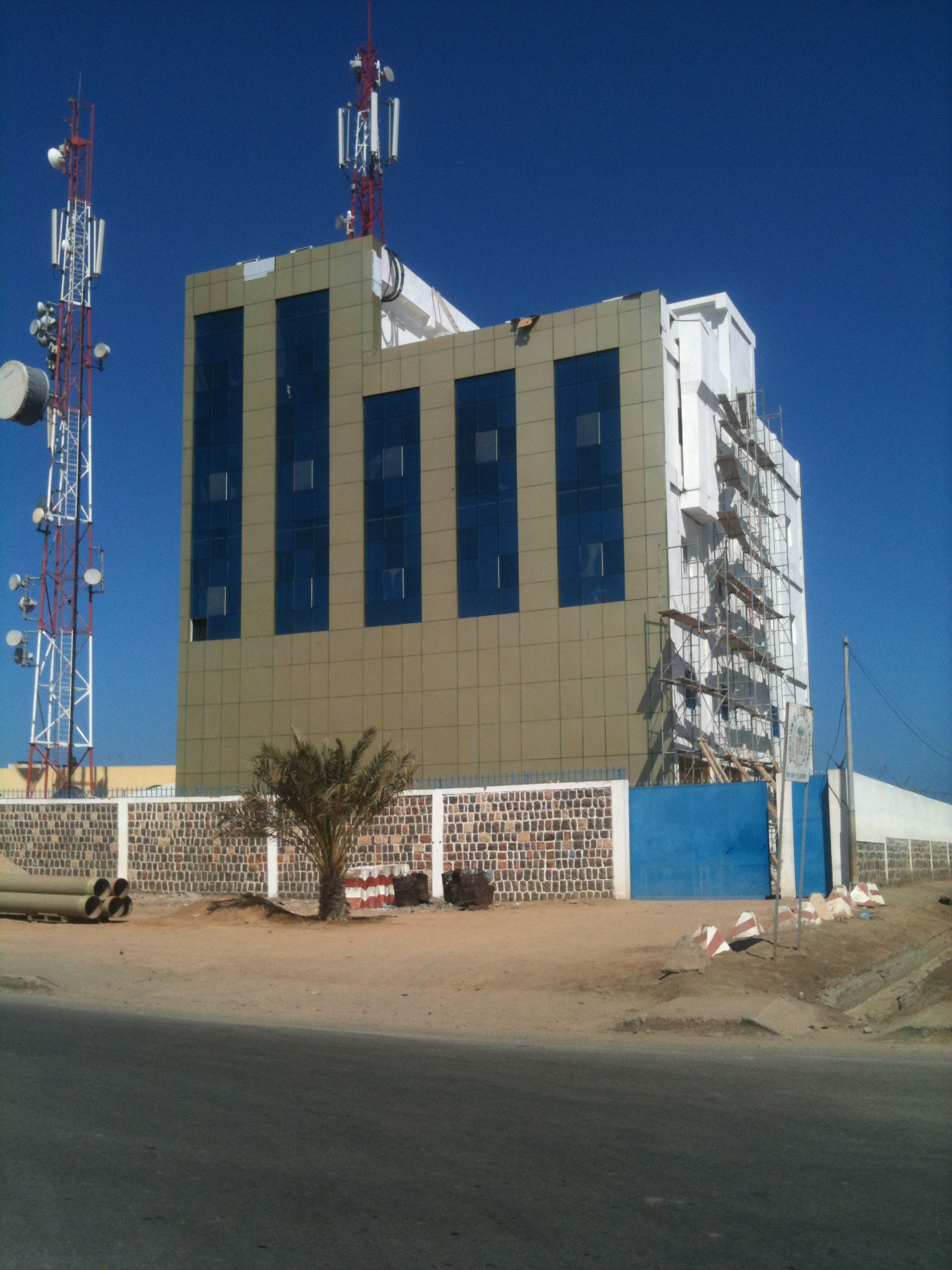
Un punto de venta de Djibouti Telecom (Djibouti Télécommunication Co.) en la ciudad de Yibuti

Djibouti Telecom es el único proveedor de servicios de telecomunicaciones. Utiliza sobre todo una red de radioenlaces por microondas. En la capital hay instalado un cable de fibra óptica, mientras que las zonas rurales están conectadas mediante sistemas inalámbricos de bucle local de radio. La cobertura móvil celular se limita principalmente a la zona de la ciudad de Yibuti y sus alrededores. En 2015, se utilizaban 23.000 líneas telefónicas principales y 312.000 líneas móviles/celulares. El cable submarino SEA-ME-WE 3 opera hasta Yeda, Suez, Sicilia, Marsella, Colombo, Singapur y más allá. Las estaciones terrestres de telefonía por satélite incluyen 1 Intelsat (Océano Índico) y 1 Arabsat. Medarabtel es la red regional de radiotelefonía por microondas.
La Radio Televisión de Yibuti es la emisora nacional estatal. Gestiona la única emisora de televisión terrestre, así como las dos redes nacionales de radio en AM 1, FM 2 y onda corta 0. La concesión de licencias y el funcionamiento de los medios de radiodifusión están regulados por el Gobierno. Entre las salas de cine se encuentra el Odeon Cinema de la capital.
En 2012, había 215 proveedores locales de servicios de Internet. Los usuarios de Internet rondaban las 99.000 personas (2015). El dominio nacional de Internet es .dj.
Los principales periódicos impresos son propiedad del Gobierno: el diario francófono La Nation, el semanario inglés Djibouti Post y el semanario árabe Al-Qarn. También existe una agencia de noticias estatal, la Agence Djiboutienne d'Information. Los sitios web de noticias no gubernamentales tienen su sede en el extranjero; por ejemplo, La Voix de Djibouti opera desde Bélgica.

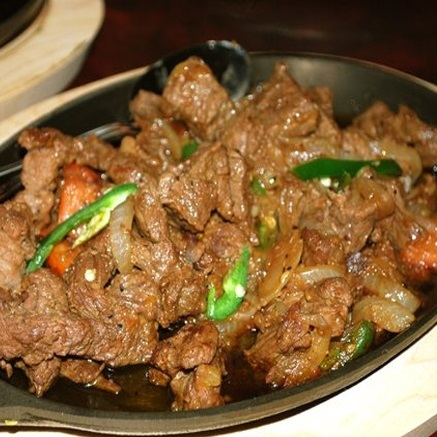
Plato a base de camello en Yibuti

### Gastronomía
La cocina yibutiana es una mezcla de cocina somalí, afar, yemení y francesa, con algunas influencias culinarias sudasiáticas (especialmente indias).
Los platos locales suelen prepararse con diversas especias de Oriente Próximo, desde azafrán hasta canela. El pescado yemení a la parrilla, abierto por la mitad y cocinado a menudo en hornos tipo tandoori, es una exquisitez local. Los platos picantes presentan muchas variantes, desde el tradicional fah-fah o soupe djiboutienne (sopa picante de ternera hervida), hasta el yetakelt wet (guiso picante de verduras mixtas).
El xalwo (pronunciado «halwo») o halva es un dulce popular que se come en ocasiones festivas, como las celebraciones del Eid o los banquetes de boda. Se elabora con azúcar, almidón de maíz, cardamomo en polvo, nuez moscada en polvo y ghee. A veces se añaden cacahuetes para mejorar la textura y el sabor.
El desayuno (quraac) es una comida importante para los habitantes de Yibuti, que suelen empezar el día con algún tipo de té (shaah) o café (buna). El plato principal suele ser un pan tipo tortita llamado lahoh, que también puede tomarse con un guiso o sopa, como el wat. Es parecido a la injera etíope, pero más pequeño y fino. También se puede servir una guarnición de hígado (normalmente de ternera), carne de cabra (hilib ari), ternera en dados cocinada en un lecho de sopa (suqaar) o cecina (oodkac o muqmad). Se suelen comer tres trozos de lahoh junto con miel, ghee y una taza de té.

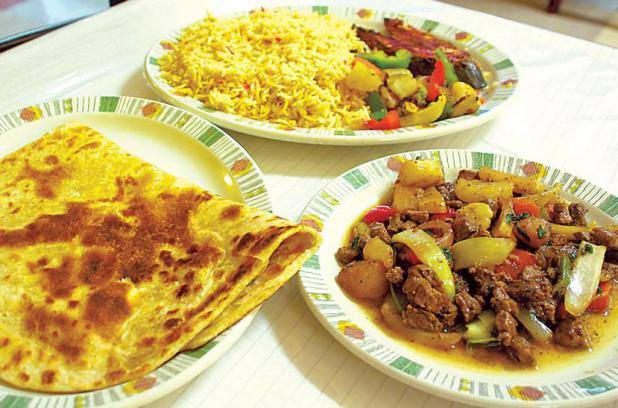
Algunos platos típicos de Yibuti

El almuerzo (qado) y la cena (casho) se sirven a menudo con un elaborado plato principal de estofado (maraq), que se presenta en una variedad de estilos y sabores. El arroz (bariis) suele servirse con carne y/o un plátano como guarnición. En la ciudad de Yibuti se consume mucho filete y pescado. La pasta (baasto) se presenta a menudo con un guiso más pesado que la salsa italiana para pasta, pero por lo demás se sirve de forma similar al arroz. Las carnes a la parrilla se comen con frecuencia con la pasta.
La cocina yibutiana suele prepararse con muchas especias de Oriente Próximo, desde azafrán hasta canela. Los platos picantes presentan muchas variantes, desde el tradicional fah-fah o soupe yibutienne (sopa picante de ternera hervida), hasta el yetakelt wet (guiso picante de verduras mixtas). Las guarniciones más populares son las lentejas y el arroz, que suelen cubrirse con salsas, como la picante berbere o la mantecosa niter kibbeh.
La sambusa, versión somalí del bocadillo triangular samosa, se come habitualmente en todo Yibuti durante el afur (iftar). La variante local se condimenta con guindilla verde picante, y el ingrediente principal suele ser carne picada (normalmente de cabra) o pescado. El xalwo (pronunciado «halwo») o halva es un dulce popular que se sirve en ocasiones especiales, como las celebraciones del Eid o los banquetes de boda.
El garobey es uno de los platos básicos de Yibuti. Se trata de unas gachas preparadas remojando avena en leche y aromatizadas con comino u otras especias. Los bajiyos, la versión somalí de la pakora india, son habituales en la mesa y en las tiendas callejeras, sobre todo a la hora de romper el ayuno durante el Ramadán. Forman parte de los cuatro elementos esenciales del té de la tarde yibutiano. Frutas como el mango (cambo), la guayaba (seytuun) y el plátano (moos) también se consumen a lo largo del día como tentempiés.

## Deporte
El fútbol es el deporte más popular entre los yibutianos. El país se convirtió en miembro de la FIFA en 1994, pero sólo ha participado en las rondas de clasificación para la Copa Africana de Naciones, así como en la Copa Mundial de la FIFA a mediados de la década de 2000. En noviembre de 2007, la selección nacional de fútbol de Yibuti se impuso por 1-0 a la de Somalia en la fase de clasificación para la Copa Mundial de la FIFA 2010, lo que supuso su primera victoria mundialista.

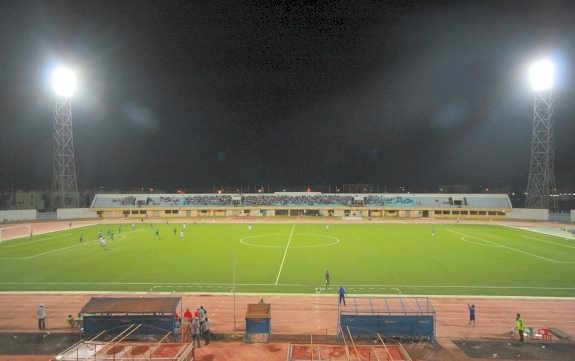
Estadio El Hadj Hassan Gouled Aptidon

La Premier League de Yibuti es la máxima división del fútbol asociación de Yibuti.Se fundó en 1987.El ASAS Djibouti Télécom es el club más laureado de la Premier League de Yibuti, con un total de 7 campeonatos.
Recientemente, la Federación Mundial de Tiro con Arco ha ayudado a poner en marcha la Federación de Tiro con Arco de Yibuti, y se está creando un centro internacional de entrenamiento de tiro con arco en Arta para apoyar el desarrollo del tiro con arco en África Oriental y la zona del Mar Rojo.
El equipo de Copa Davis de Yibuti es la representación nacional de tenis de ese país en la Copa Davis.

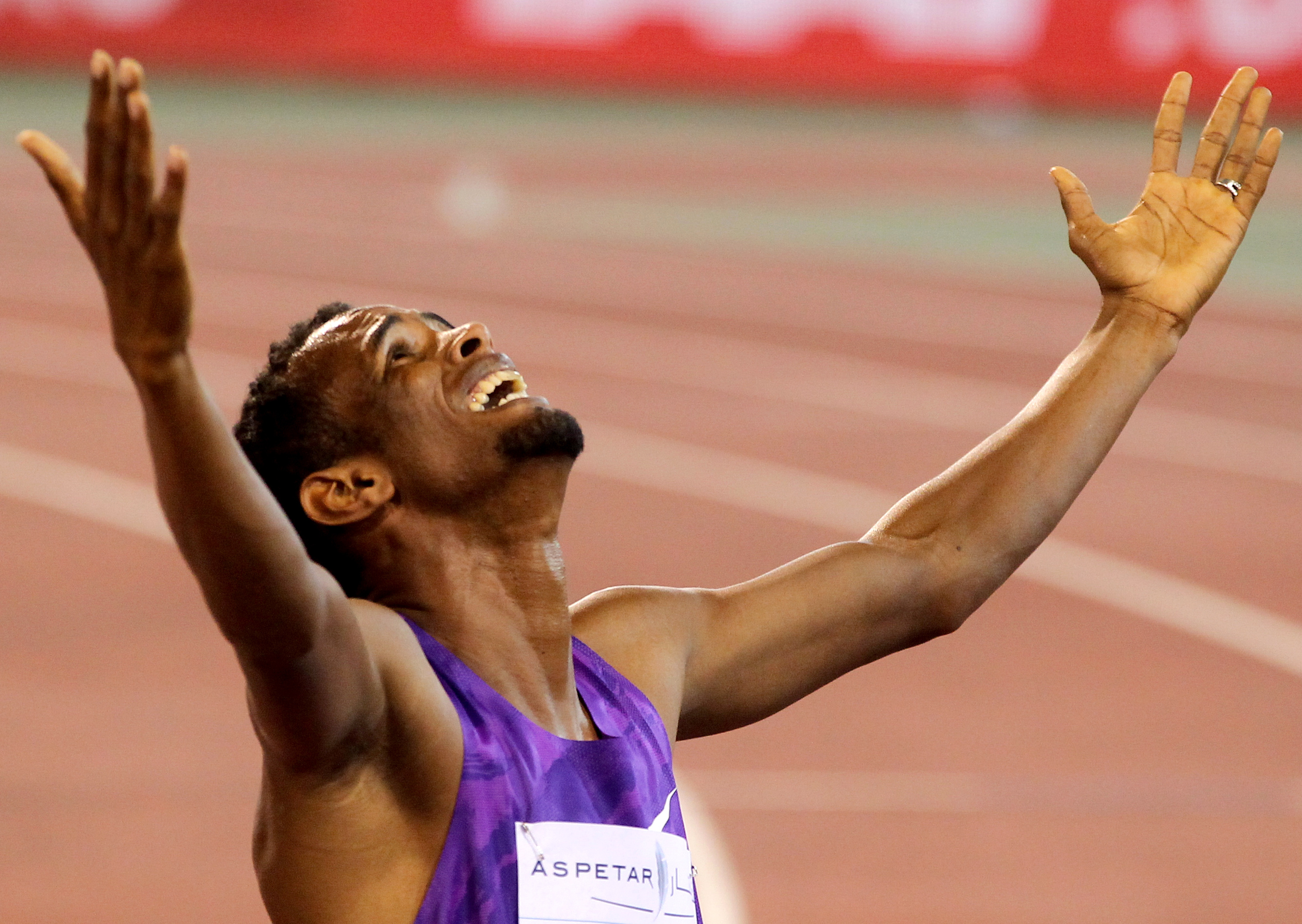
Ayanleh Souleiman levanta las manos en señal de celebración tras ganar los 800 metros masculinos en la Liga de Diamante de Doha.

Yibuti participó por primera vez en la Copa Davis en 1987, pero se retiró antes del primer partido. El país participó por primera vez en la competición en 1993. El equipo siempre ha jugado en el grupo más bajo de la zona Europa/África. Inicialmente era el Grupo III, más tarde el Grupo IV. La última participación de Yibuti en la Copa Davis se remonta a 2005, aunque no se envió ningún equipo a la competición en 1995, 1999 y 2004.
De los 44 partidos disputados hasta la fecha, Yibuti no ha ganado ninguno. De hecho, ha perdido los 131 encuentros (3 por partido, con la excepción de 1998, cuando se suspendió un partido con 2-0). El jugador que ostenta el récord es Kadar Mogueh, con 24 partidos en 17 encuentros a lo largo de cinco años.

### Lectura adicional
- Yibuti: La Punta Del Cuerno De África Robert Saint-Veran
- Diccionario Histórico de Yibuti Daoud A. Alwan
- Estrategia Naval al Este de Suez: El papel de Yibuti Charles W.